# Liste der Biografien/Rit
Liste der Biografien |
Portal Biografien |
Personensuche
# |
A |
B |
C |
D |
E |
F |
G |
H |
I |
J |
K |
L |
M |
N |
O |
P |
Q |
R |
S |
T |
U |
V |
W |
X |
Y |
Z |
?
 
Ra |
Rb |
Rd |
Re |
Rh |
Ri |
Rj |
Rk |
Rl |
Rm |
Rn |
Ro |
Rr |
Rs |
Rt |
Ru |
Rv |
Rw |
Rx |
Ry |
Rz
 
Ria |
Rib |
Ric |
Rid |
Rie |
Rif |
Rig |
Rih |
Rii |
Rij |
Rik |
Ril |
Rim |
Rin |
Rio |
Rip |
Riq |
Rir |
Ris |
Rit |
Riu |
Riv |
Riw |
Rix |
Riy |
Riz
Die Liste der Biografien führt alle Personen auf, die in der deutschsprachigen Wikipedia einen Artikel haben. Dieses ist eine Teilliste mit 681 Einträgen von Personen, deren Namen mit den Buchstaben „Rit“ beginnt.

## Rit

### Rita
- Rita (* 1962), israelische Sängerin
- Rita von Cascia (1381–1447), Nonne, Heilige
- Rita, Adam (* 1947), US-amerikanischer Gridiron-Football-Trainer und Manager
- Rita, Jani (* 1981), finnischer Eishockeyspieler
- Rita, Kami (* 1970), nepalesischer Bergführer vom Volk der SherpaKami Rita (* 1970)

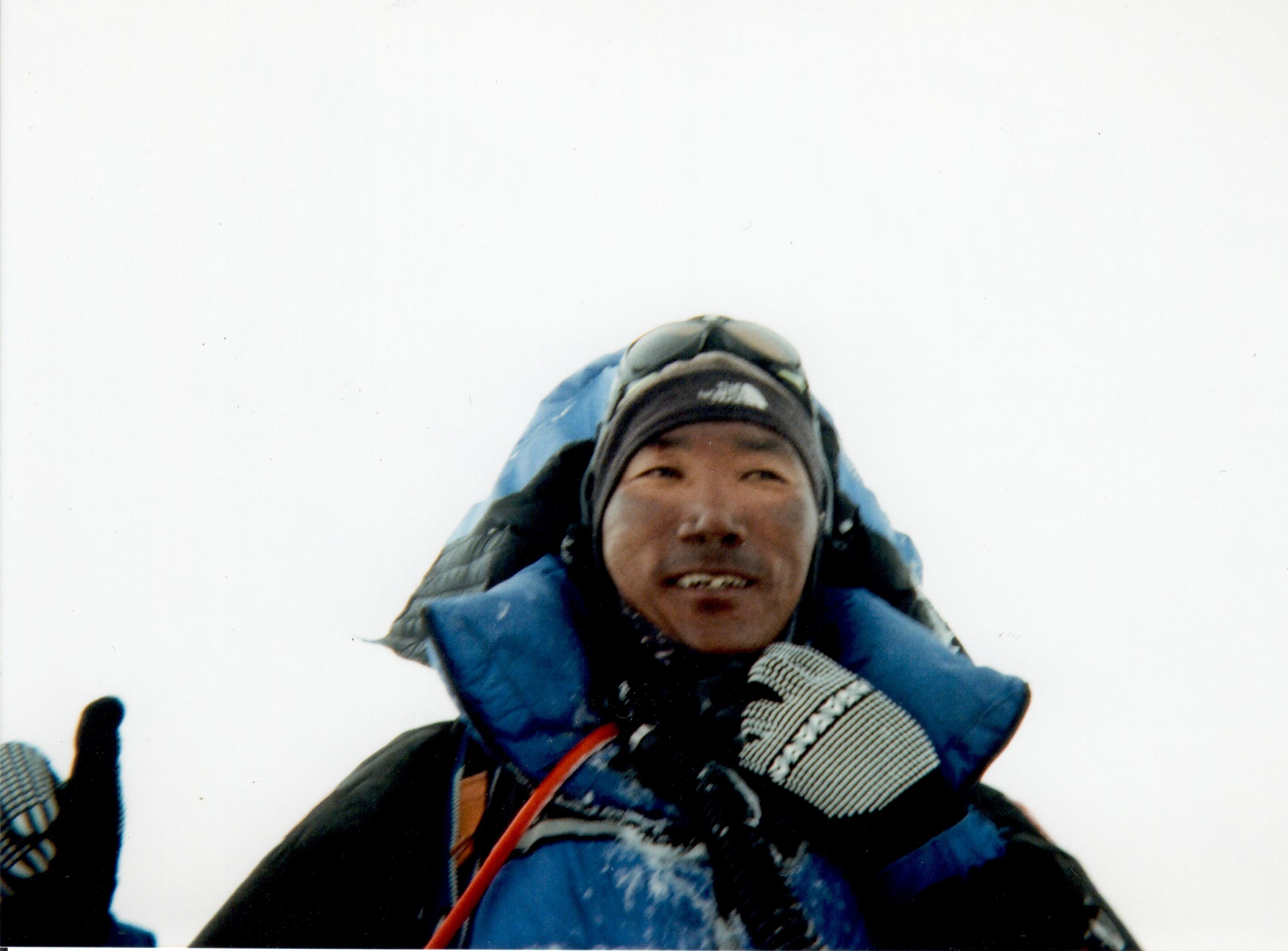
Kami Rita (* 1970)

- Rita, Maria (* 1977), brasilianische Sängerin
- Rita, Mateus Meira, são-toméischer Politiker

### Ritc
- Ritch, Anna Enger (* 1988), US-amerikanische Schauspielerin
- Ritch, William Gillet (1830–1904), US-amerikanischer Politiker, kommissarischer Gouverneur des New-Mexico-Territorium
- Ritchard, Eddie, australische Schauspielerin
- Ritchey, George Willis (1864–1945), US-amerikanischer Optiker, Teleskopbauer und Astronom
- Ritchey, Thomas (1801–1863), US-amerikanischer Politiker
- Ritchey, Tom (* 1956), US-amerikanischer Erfinder und Radrennfahrer
- Ritchie, Albert (1876–1936), US-amerikanischer Politiker, Gouverneur von Maryland
- Ritchie, Alexander Handyside (1804–1870), schottischer Bildhauer
- Ritchie, Anne Thackeray (1837–1919), englische Schriftstellerin
- Ritchie, Benjamin (* 2000), US-amerikanischer Skirennläufer
- Ritchie, Billy (1936–2016), schottischer Fußballtorhüter
- Ritchie, Brett (* 1993), kanadischer Eishockeyspieler
- Ritchie, Byron (* 1977), kanadischer Eishockeyspieler
- Ritchie, Byron F. (1853–1928), US-amerikanischer Politiker
- Ritchie, Charles Stewart Almon (1906–1995), kanadischer Diplomat
- Ritchie, Charles, 1. Baron Ritchie of Dundee (1838–1906), britischer Politiker (Conservative Party), Mitglied des House of Commons und Peer
- Ritchie, Charlotte (* 1989), britische Schauspielerin
- Ritchie, Daniel (* 1987), britischer Ruderer
- Ritchie, Dave (1891–1973), kanadischer Eishockeyspieler und -schiedsrichter
- Ritchie, David (1812–1867), US-amerikanischer Politiker
- Ritchie, David James (* 1953), australischer Diplomat und Beamter
- Ritchie, Dennis (* 1941), amerikanischer InformatikerDennis Ritchie (* 1941)

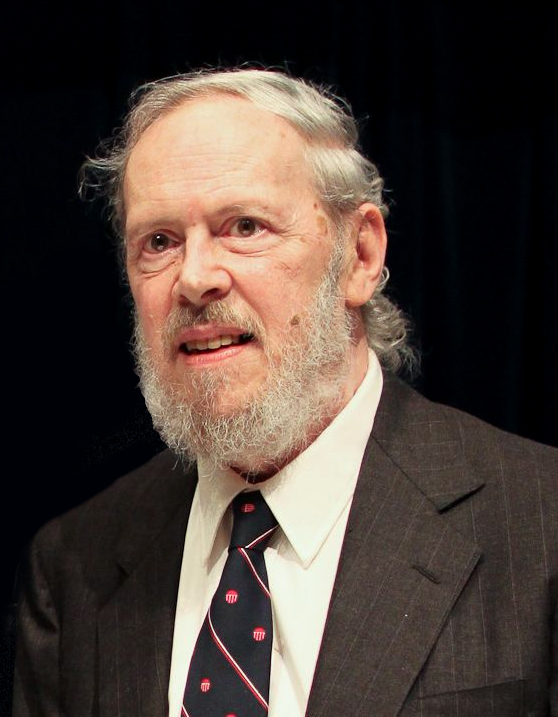
Dennis Ritchie (* 1941)

- Ritchie, Derek, schottischer Squashspieler
- Ritchie, Don (1926–2012), australischer vielfacher Lebensretter
- Ritchie, Gal (* 2001), britische Pornodarstellerin
- Ritchie, Graham (1942–2005), schottischer Prähistoriker
- Ritchie, Graham (* 1998), kanadischer Skilangläufer
- Ritchie, Guy (* 1968), britischer RegisseurGuy Ritchie (* 1968)

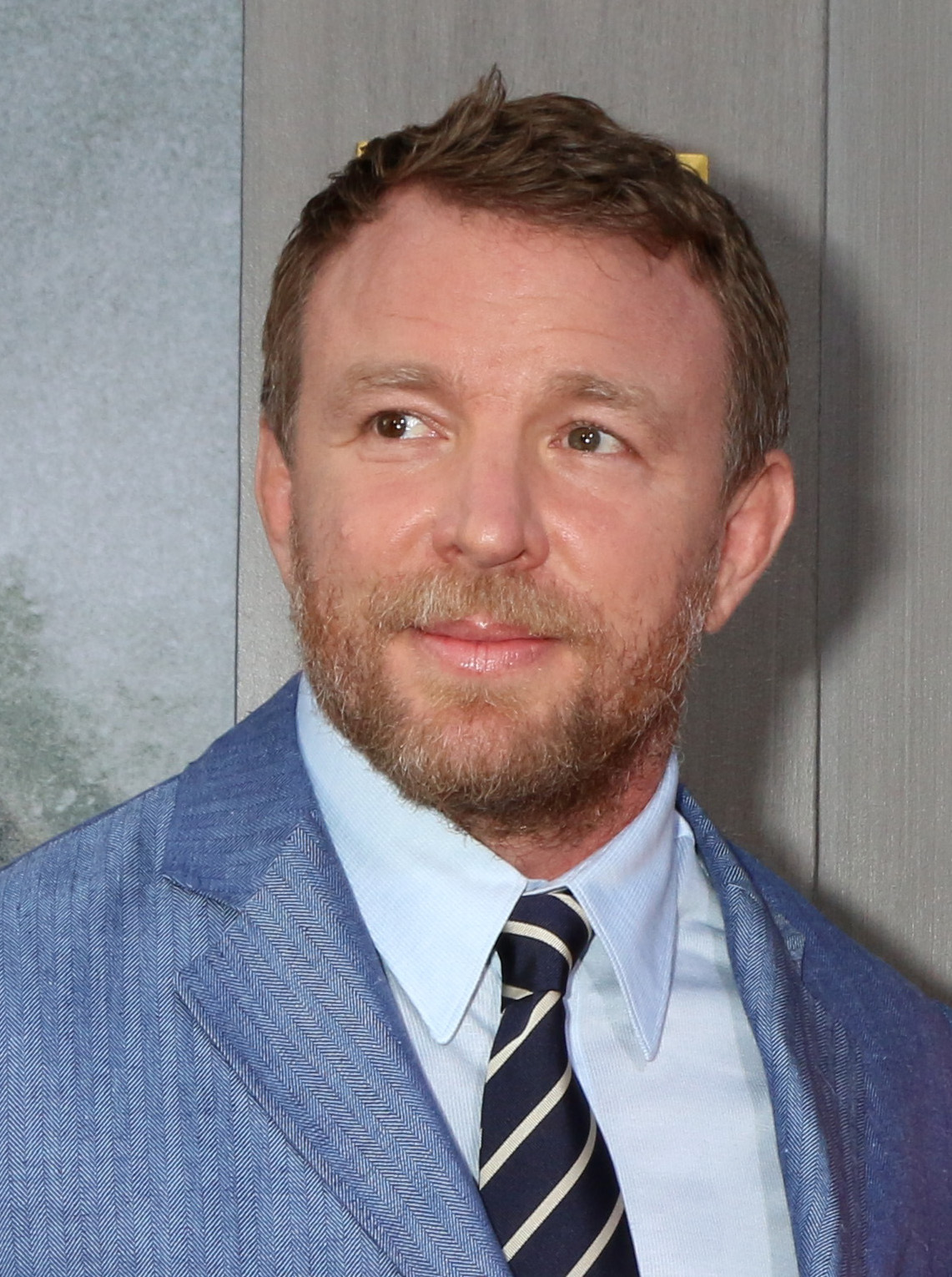
Guy Ritchie (* 1968)

- Ritchie, Hannah (* 1993), schottische Datenwissenschaftlerin
- Ritchie, Ian (* 1947), britischer Architekt
- Ritchie, J. M. (1927–2013), britischer Germanist und Übersetzer
- Ritchie, James (1882–1958), schottischer Naturkundler und Hochschullehrer
- Ritchie, James M. (1829–1918), US-amerikanischer Politiker
- Ritchie, James Thomson (1833–1912), britischer Politiker, Lord Mayor of London
- Ritchie, Jamie (* 1996), schottischer Rugby-Union-Spieler
- Ritchie, Jean (1922–2015), amerikanische Singer-Songwriterin
- Ritchie, Jill (* 1974), US-amerikanische Schauspielerin
- Ritchie, Jim (1929–2017), kanadischer Bildhauer
- Ritchie, Jo-Anne, kanadische Triathletin und Duathletin
- Ritchie, John (1831–1887), US-amerikanischer Jurist und Politiker
- Ritchie, John William (1808–1890), kanadischer Politiker
- Ritchie, Josiah (1870–1955), britischer Tennisspieler
- Ritchie, June (* 1938), britische Schauspielerin
- Ritchie, Matt (* 1989), schottischer Fußballspieler
- Ritchie, Matthew (* 1964), britischer Künstler
- Ritchie, Meg (* 1952), britische Diskuswerferin und Kugelstoßerin
- Ritchie, Michael (1938–2001), US-amerikanischer Regisseur
- Ritchie, Neil (1897–1983), britischer General im Zweiten Weltkrieg
- Ritchie, Neil (1933–2017), neuseeländischer Radrennfahrer
- Ritchie, Nick (* 1995), kanadischer Eishockeyspieler
- Ritchie, Reece (* 1986), britischer Schauspieler
- Ritchie, Robert Lindsay Graeme (1880–1954), schottischer Romanist und Mediävist
- Ritchie, Rufus (1924–2017), US-amerikanischer Physiker
- Ritchie, Sheila (* 1967), britische Politikerin, MdEP
- Ritchie, Shireen, Baroness Ritchie of Brompton (1945–2012), britische Politikerin (Conservative Party)
- Ritchie, Vom (* 1964), britisch-deutscher Musiker
- Ritchie, William Johnstone (1813–1892), kanadischer Richter und Politiker, Vorsitzender des Obersten Gerichtshofes
- Ritchie, Willie (1891–1975), US-amerikanischer Boxer
- Ritchie-Harrison, Eleanor (1854–1895), australische Malerin
- Ritchson, Alan (* 1982), US-amerikanisches Model, Schauspieler und SängerAlan Ritchson (* 1982)

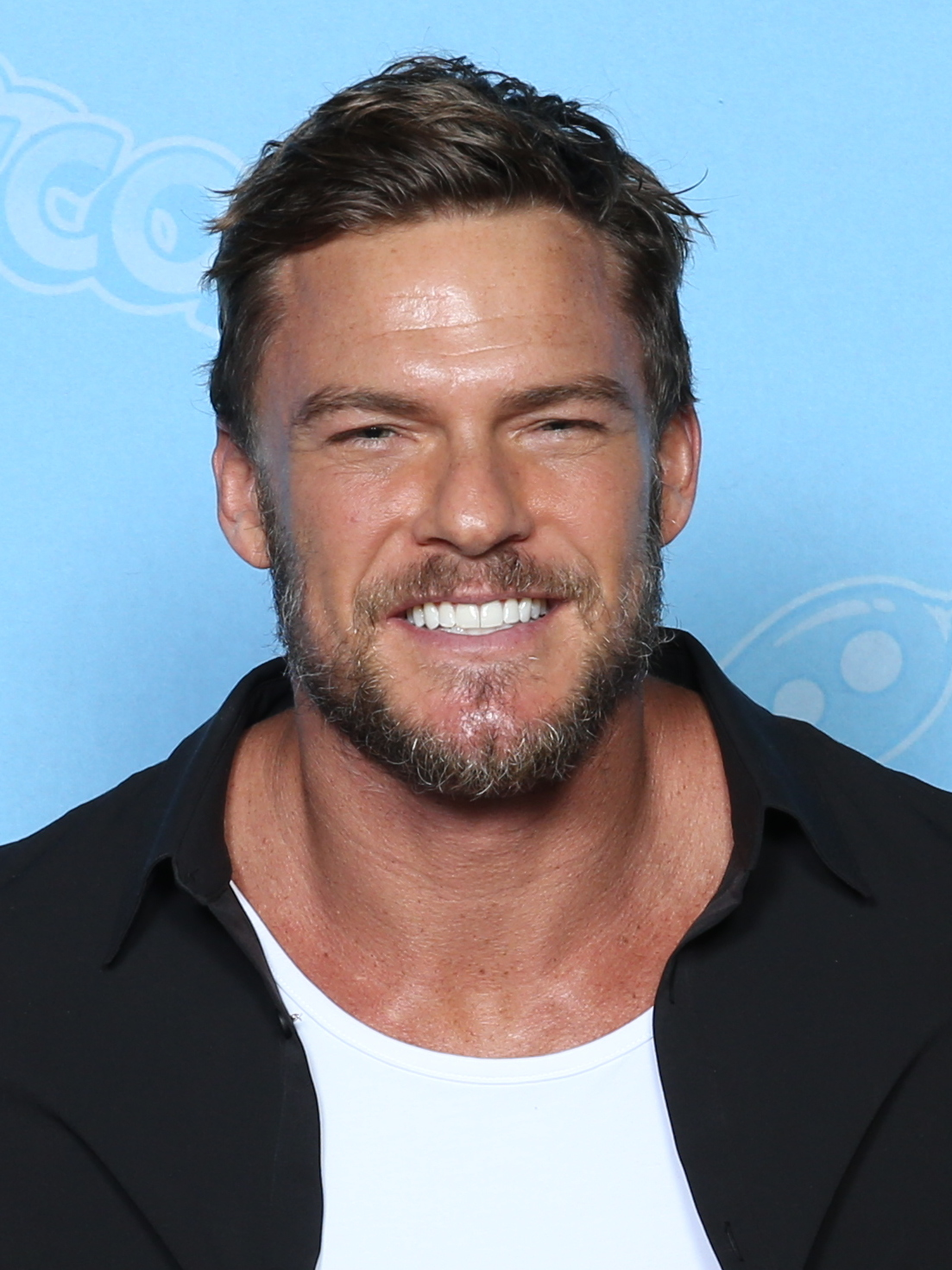
Alan Ritchson (* 1982)

### Rite
- Ritenberga, Dzidra (1928–2003), lettische Schauspielerin und Regisseurin
- Ritenour, Lee (* 1952), US-amerikanischer Jazz-Gitarrist, Komponist und Produzent
- Riter, Jasmin (* 1983), deutsche Autorin, Slam-Poetin und Frauenrechtlerin

### Ritg
- Ritgen, Alfons (1820–1879), preußischer Generalmajor
- Ritgen, Ferdinand von (1787–1867), deutscher Medizinprofessor, Gynäkologe und Begründer einer der neun deutschen Geburtshelferschulen
- Ritgen, Gerd (1910–1998), deutscher Landwirt und Politiker (CDU), MdB
- Ritgen, Hugo von (1811–1889), deutscher Architekt
- Ritgen, Udo (1916–2010), deutscher Offizier, Brigadegeneral im Bundesnachrichtendienst
- Ritgen, Ulrich von (1894–1969), deutscher Offizier und Beteiligter an der Ermordung Karl Liebknechts

### Rith
- Rith, Klaus (* 1942), deutscher Physiker
- Rithya, To (* 1967), kambodschanischer Marathonläufer

### Ritl
- Ritleng, Georges (1875–1972), französischer Maler, Zeichner und Graveur
- Ritler, Josef (* 1939), Schweizer Journalist

### Ritm
- Ritman, Joost (* 1941), niederländischer Unternehmer und Kunstsammler
- Ritman, Louis (1889–1963), amerikanischer Maler des Impressionismus
- Ritmanis, Lolita (* 1962), US-amerikanische Filmkomponistin
- Ritmeester van de Kamp, Jochem (* 2003), niederländischer Fußballspieler

### Ritn
- Ritner, Joseph (1780–1869), US-amerikanischer Politiker

### Rito
- Rito, Armando (* 1936), portugiesischer Bauingenieur und Brückenbauer
- Ritola, Matti (1902–1967), finnischer Skilangläufer
- Ritola, Mattias (* 1987), schwedischer Eishockeyspieler
- Ritola, Ville (1896–1982), finnischer Leichtathlet
- Riton (* 1978), britischer DJ und MusikproduzentRiton (* 1978)

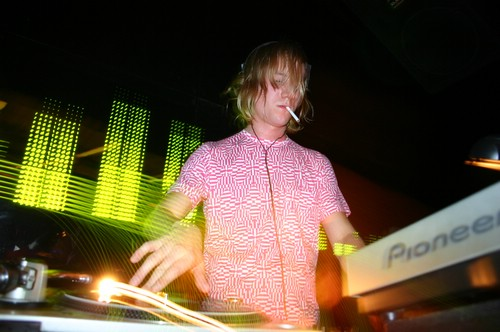
Riton (* 1978)

- Ritondo, Patrizia (* 1974), italienische Marathonläuferin

### Rits
- Rits, Mats (* 1993), belgischer Fußballspieler
- Ritsch, Andreas (* 1961), Schweizer Eishockeyspieler und -trainer
- Ritsch, Felicitas (1926–2000), deutsche Schauspielerin
- Ritsch, Helmut (* 1962), österreichischer Physiker auf dem Gebiet der Theoretischen Quantenoptik
- Ritsch, Konrad (* 1906), deutscher Politiker (NSDAP), MdR
- Ritsch, Michael (* 1968), österreichischer Politiker (SPÖ), Vorarlberger LandtagsabgeordneterMichael Ritsch (* 1968)

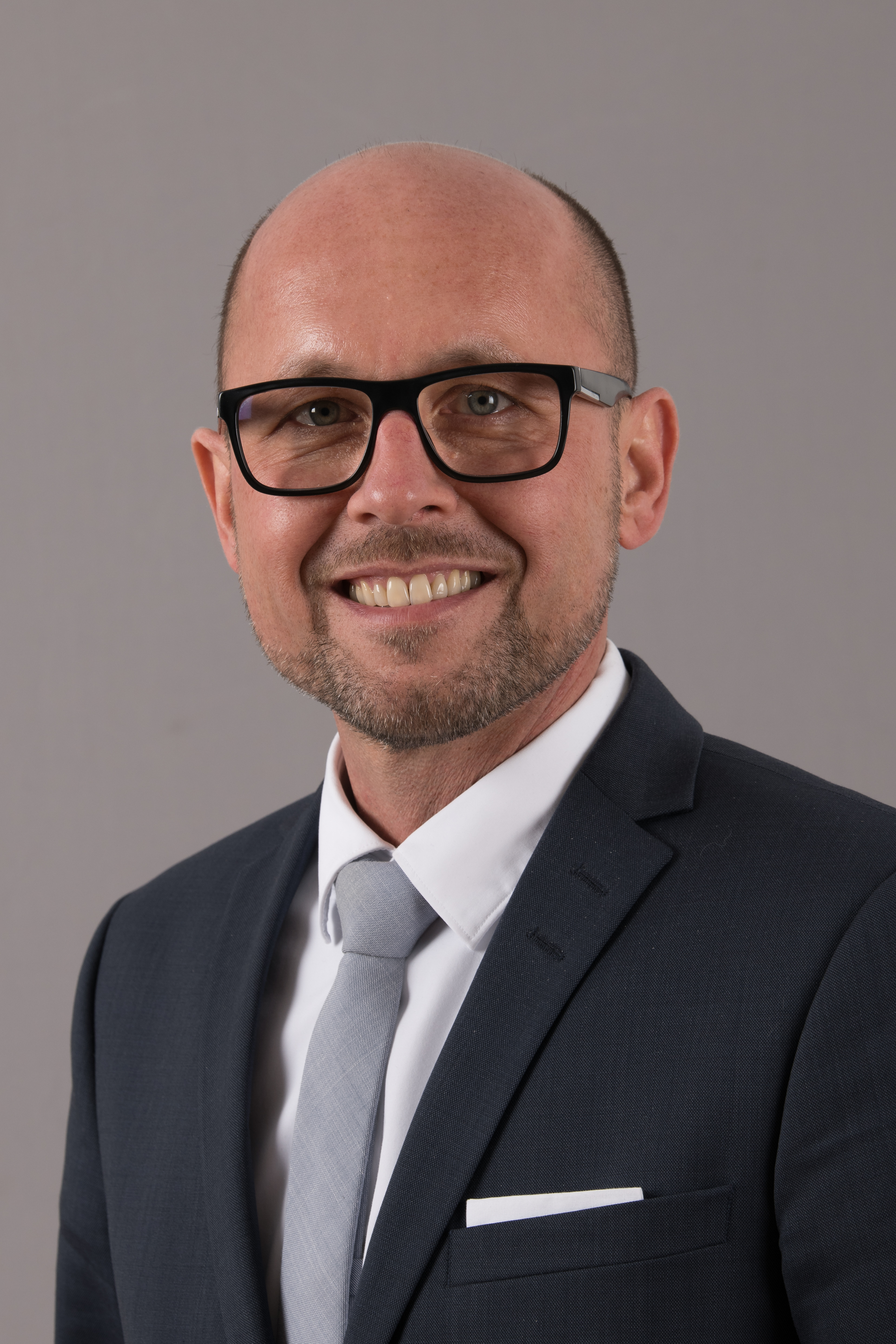
Michael Ritsch (* 1968)

- Ritsch, Winfried (* 1964), österreichischer Komponist
- Ritsch, Wolfgang (* 1956), österreichischer Architekt
- Ritsch-Marte, Monika (* 1961), österreichische Physikerin auf dem Gebiet der Theoretischen Quantenoptik (bis 1998)
- Ritschard, Alexander (* 1994), US-amerikanischer Tennisspieler
- Ritschard, Rolf (1944–2007), Schweizer Politiker (SP)
- Ritschard, Willi (1918–1983), Schweizer Politiker (SP) aus dem Kanton Solothurn
- Ritschel, Bernd (* 1963), deutscher Fotograf, Alpinist und Autor
- Ritschel, Gabriele (* 1961), deutsche Judoka
- Ritschel, Julia (* 1984), deutsche Produzentin, Filmregisseurin und Drehbuchautorin
- Ritschel, Karl Heinz (1930–2019), österreichischer Journalist und Publizist
- Ritschel, Manfred (* 1946), deutscher Fußballspieler
- Ritschel, Marc (* 1975), deutscher Fußballspieler
- Ritschel, Matthias (* 1986), deutscher Handballspieler
- Ritschel, Oskar († 1941), deutscher Ingenieur und Wirtschaftsführer
- Ritschel, Sebastian (* 1980), deutscher Theaterintendant, Operndirektor und Dramaturg
- Ritschel, William Frederic (1864–1949), deutsch-amerikanischer Maler des Impressionismus
- Ritschel-Beurlin, Gerda (1927–1989), deutsche Apothekerin
- Ritscher, Alfred (1879–1963), deutscher Kapitän und Polarforscher
- Ritscher, Bodo (* 1948), deutscher Historiker
- Ritscher, Carl (1868–1940), deutscher Politiker (DDP), MdHB
- Ritscher, Ernst (1803–1859), deutscher Arzt
- Ritscher, Fredo (1903–1974), deutscher Politiker (KPD/SED), Redakteur sowie Chef der Grenz- und Bereitschaftspolizei im Land Brandenburg
- Ritscher, Josef (1891–1964), österreichischer Politiker (ÖVP)
- Ritscher, Maximilian (* 1994), österreichischer Fußballspieler
- Ritscher, Samuel (1870–1938), Bankmanager
- Ritscher, Simone (* 1959), deutsche Schauspielerin
- Ritscher, Wolf (* 1948), deutscher Psychologe, Autor und Hochschullehrer
- Ritscher, Wolfgang (1892–1964), deutscher Nationalökonom und Gewerkschaftshistoriker
- Ritschi (* 1979), Schweizer Mundart-PopsängerRitschi (* 1979)

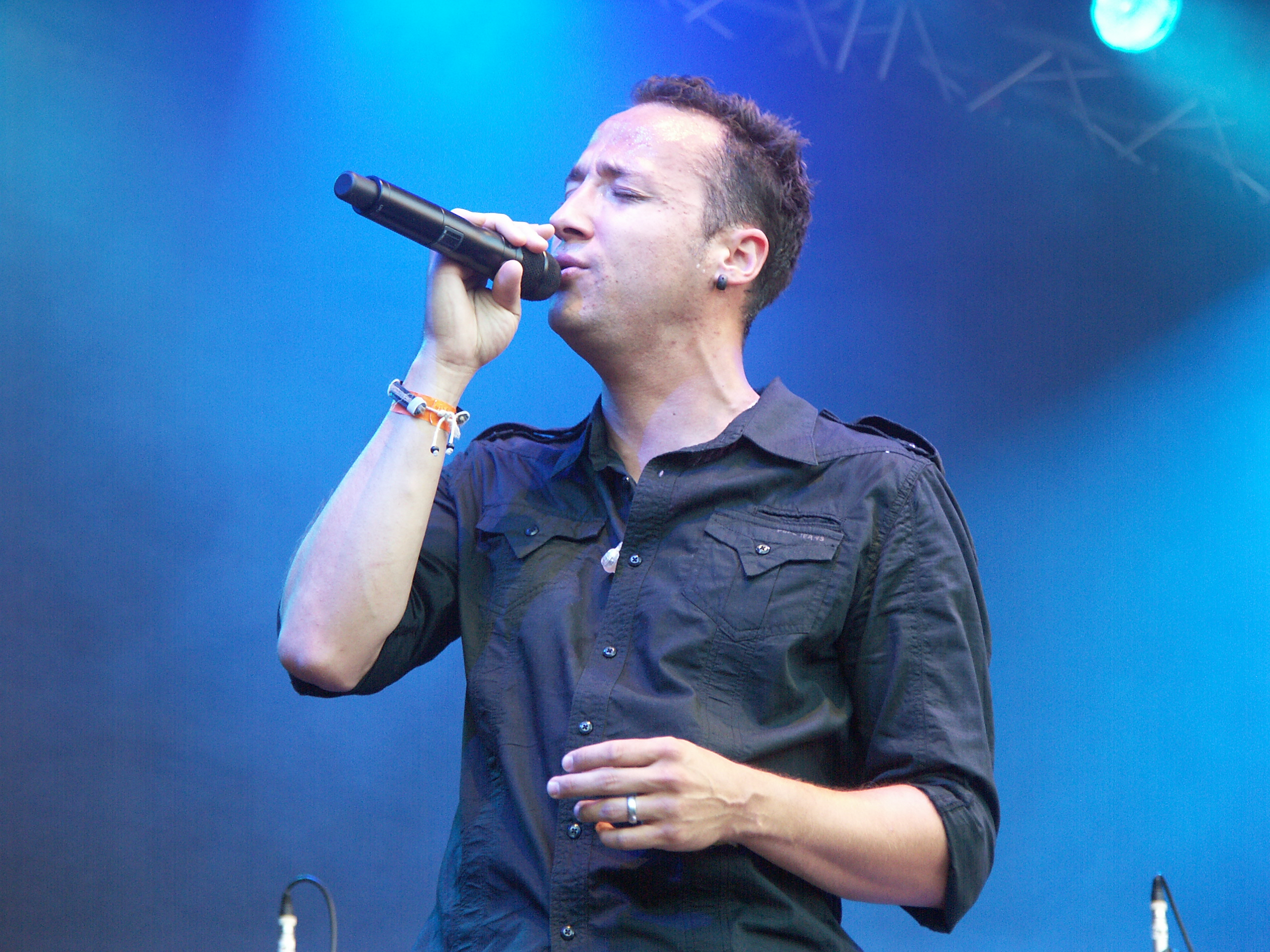
Ritschi (* 1979)

- Ritschi, El (* 1969), Schweizer Singer-Songwriter
- Ritschl, Albrecht (1822–1889), deutscher evangelischer Theologe und Hochschullehrer
- Ritschl, Albrecht (* 1959), deutscher Wirtschaftshistoriker und Hochschullehrer
- Ritschl, Alexander (1861–1945), deutscher Orthopäde und Hochschullehrer
- Ritschl, Carl (1783–1858), deutscher evangelischer Geistlicher, Bischof und Generalsuperintendent von Pommern
- Ritschl, Dietrich (1929–2018), schweizerischer evangelischer Theologe
- Ritschl, Friedrich (1806–1876), deutscher Altphilologe
- Ritschl, Hans (1897–1993), deutscher Nationalökonom
- Ritschl, Otto (1860–1944), deutscher evangelischer Theologe
- Ritschl, Otto (1885–1976), deutscher Künstler
- Ritschl, Rudolf (1902–1982), deutscher Physiker
- Ritsema, Coba (1876–1961), niederländische Porträtmalerin
- Ritsema, Jacob (1869–1943), niederländischer Landschafts-, Genre-, Porträt- und Stilllebenmaler
- Ritsema, Nelson (* 1994), niederländischer Ruderer
- Ritsert, Jürgen (* 1935), deutscher Soziologe
- Ritsert, Rolf, deutscher Betriebswirt, Professor an der Deutschen Hochschule der Polizei
- Ritserveldt, Albert (1915–2002), belgischer Radrennfahrer
- Ritskiavitchius, Miroslava (* 1964), deutsche Handballspielerin litauischer Herkunft
- Ritsma, Rintje (* 1970), niederländischer Eisschnellläufer
- Ritson, Joseph (1752–1803), englischer Antiquar und Rechtsgelehrter
- Ritsos, Giannis (1909–1990), griechischer Schriftsteller, vornehmlich LyrikerGiannis Ritsos (1909–1990)

Giannis Ritsos (1909–1990)

### Ritt
- Ritt, August (1852–1934), österreichischer Beamter und Minister für öffentliche Arbeiten
- Ritt, Hans (* 1962), deutscher Politiker (CSU), MdL
- Ritt, Heinz (1918–2010), deutscher Heraldiker
- Ritt, Hubert (* 1942), deutsch-österreichischer Theologe, Priester und Seelsorger
- Ritt, Ingrid, deutsche Verbandsfunktionärin
- Ritt, Joseph (1893–1951), US-amerikanischer Mathematiker
- Ritt, Klaus (* 1944), deutscher Pädagoge, Grafiker, Fotokünstler, Autor und Cartoonist
- Ritt, Martin (1914–1990), amerikanischer Filmregisseur

#### Ritta
- Ritta, Maria José (* 1941), portugiesische Ehefrau des Politikers Jorge Sampaio, von März 1996 bis März 2006 Primeira-dama von Portugal
- Rittau, Günther (1893–1971), deutscher Kameramann und Regisseur
- Rittau, Stephan (1891–1942), deutscher Offizier, zuletzt Generalleutnant im Zweiten Weltkrieg
- Rittau, Wilfried (1932–2022), deutscher Kirchenmusiker

#### Rittb
- Rittberg, Alicia von (* 1993), deutsche SchauspielerinAlicia von Rittberg (* 1993)

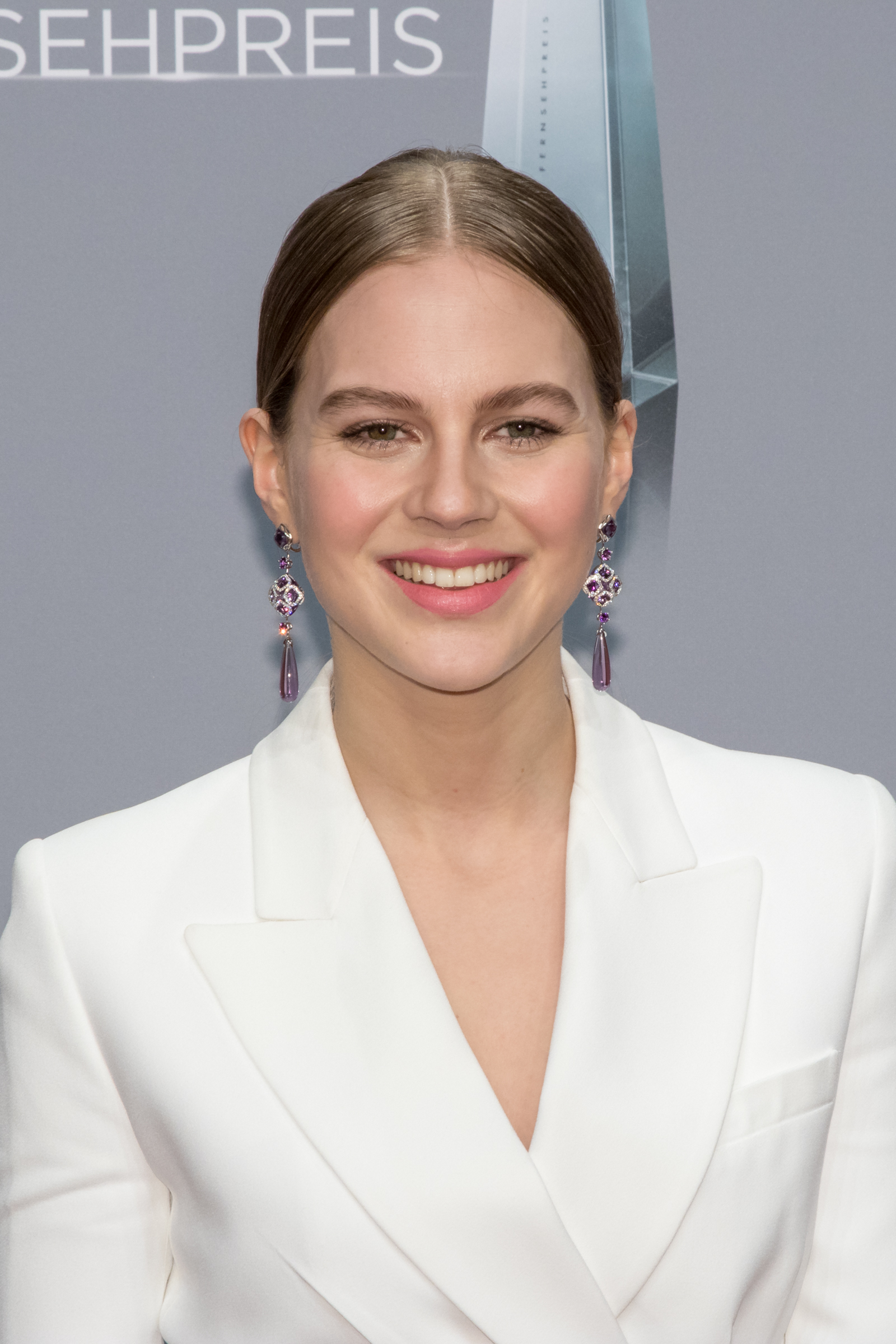
Alicia von Rittberg (* 1993)

- Rittberg, Arnold Goswin von (1680–1751), preußischer Generalmajor und Chef des Garnisonsregiments Nr. 10
- Rittberg, Benno von (1802–1876), preußischer Landrat
- Rittberg, Georg von (1898–1973), deutscher Offizier, zuletzt Generalleutnant im Zweiten Weltkrieg
- Rittberg, Hedwig von (1839–1896), deutsche Krankenschwester
- Rittberg, Heinrich von (1789–1866), preußischer Landrat und Mitglied des Preußischen Abgeordnetenhauses
- Rittberg, Heinrich von (1823–1897), deutscher Verwaltungsjurist, Rittergutsbesitzer und Parlamentarier
- Rittberg, Ludwig von (1797–1881), deutscher Jurist und Politiker, MdR
- Rittberg, Oswald von (1832–1908), deutscher Rittergutsbesitzer, Landrat, MdR
- Rittberger, Berthold (* 1975), deutscher Politikwissenschaftler
- Rittberger, Kevin (* 1977), deutscher Theaterregisseur und Bühnenautor
- Rittberger, Marc (* 1962), deutscher Informationswissenschaftler
- Rittberger, Sabrina (* 1997), deutsche Tennisspielerin
- Rittberger, Volker (1941–2011), deutscher Politikwissenschaftler
- Rittberger, Werner (1891–1975), deutscher Eiskunstläufer
- Rittberger, William (1862–1914), deutscher Unternehmer und konservativer Politiker, MdL (Königreich Sachsen)

#### Ritte
- Ritte, Jürgen (* 1956), deutscher Schriftsteller, Journalist, Professor für Germanistik
- Ritte, Ludwig (1884–1936), Landtagsabgeordneter Waldeck
- Ritte, Theodor (1865–1950), deutscher Klavierpädagoge, Komponist und Dirigent
- Ritte, Wolfgang (* 1953), deutscher LeichtathletWolfgang Ritte (* 1953)

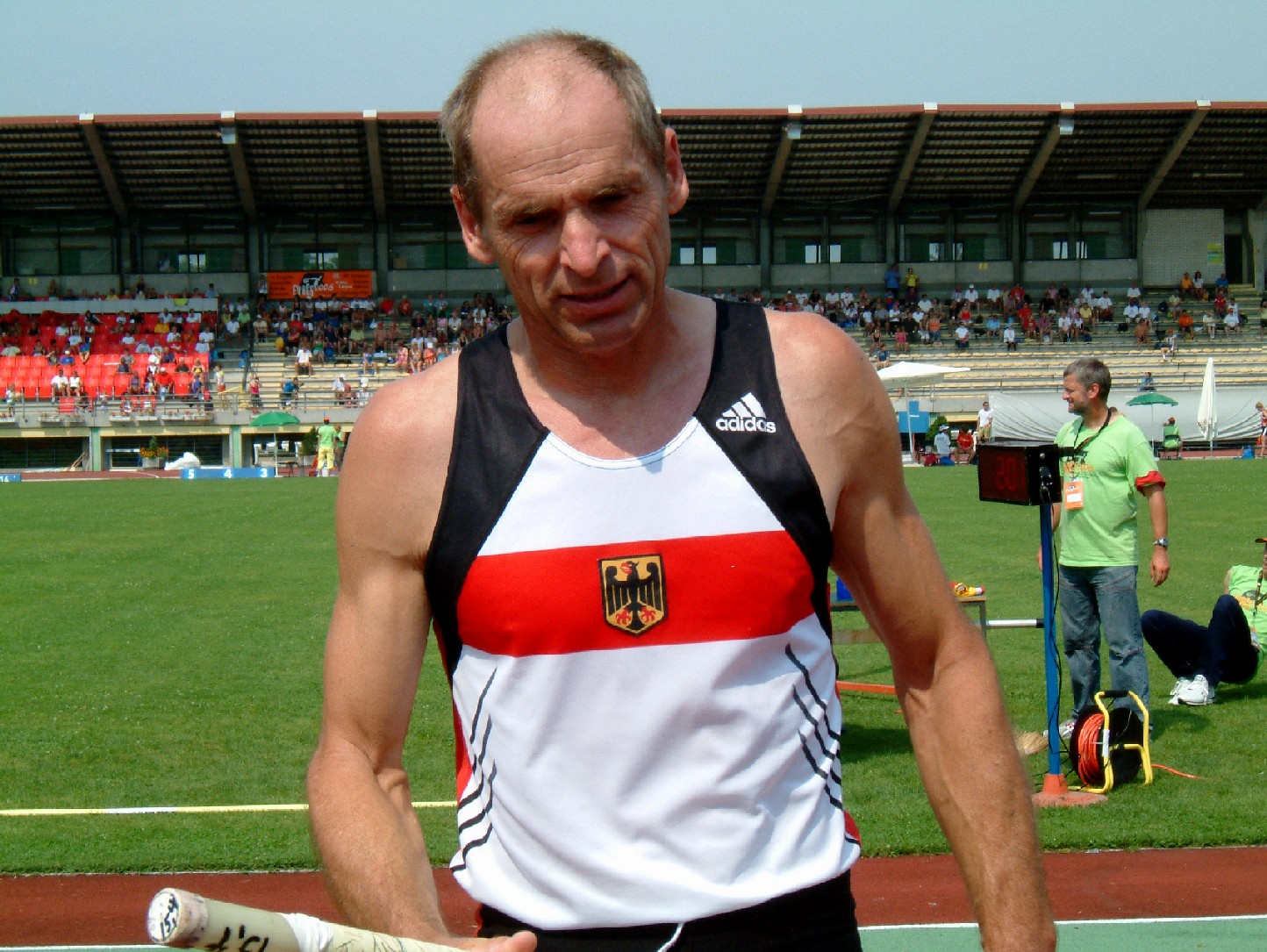
Wolfgang Ritte (* 1953)

##### Rittel
- Rittel, Anton (* 1967), deutscher Politiker (Freie Wähler), MdL
- Rittel, Horst (1930–1990), deutscher Designer und Hochschullehrer
- Rittel, Karl (1901–1968), deutscher Kommunalpolitiker (CDU)
- Rittel, Sabine Melanie (* 1980), deutsche Schauspielerin, Hörspiel- und Synchronsprecherin
- Rittelmeyer, Christian (* 1940), deutscher Psychologe, Erziehungswissenschaftler und Hochschullehrer
- Rittelmeyer, Friedrich (1872–1938), deutscher evangelischer Theologe und Mitbegründer der „Christengemeinschaft“

##### Ritten
- Rittenau, Niko (* 1991), österreichischer veganer Koch, Ernährungsberater und Autor
- Rittenauer, Jürgen (* 1986), deutscher Fußballspieler
- Rittenberg, David (1906–1970), US-amerikanischer Biochemiker
- Rittenberg, Joseph Gallus (* 1948), österreichischer Fotograf, Bühnenbildner und Maler
- Rittenberg, Sidney (1921–2019), US-amerikanischer Dolmetscher und Gelehrter
- Rittenhouse, Ariel (* 1990), US-amerikanische Wasserspringerin
- Rittenhouse, David (1732–1796), US-amerikanischer Astronom und Mathematiker, erster Direktor der United States Mint
- Rittenhouse, Rebecca (* 1988), US-amerikanische SchauspielerinRebecca Rittenhouse (* 1988)

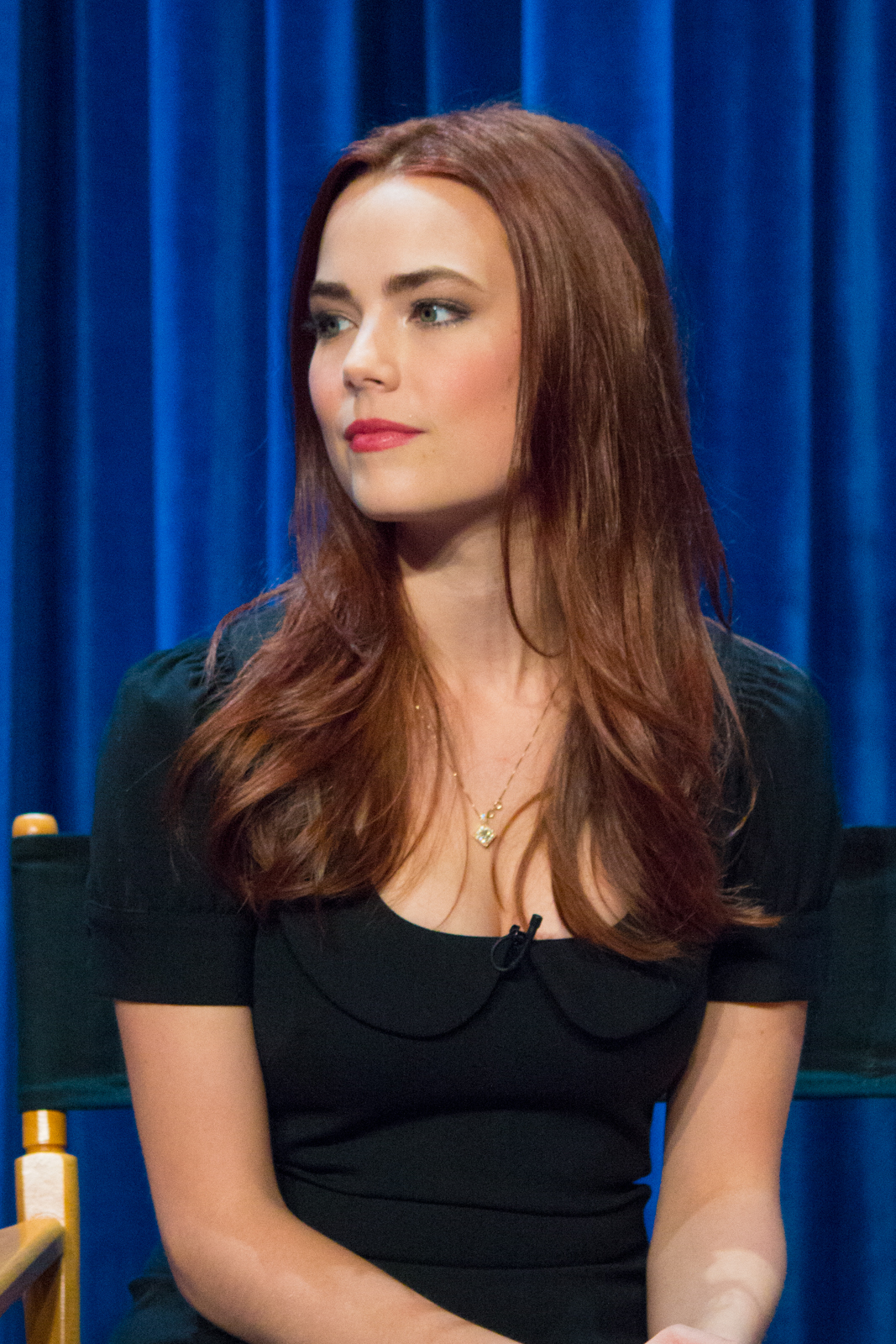
Rebecca Rittenhouse (* 1988)

##### Ritter

###### Ritter V
- Ritter Vitezović, Paul (1652–1713), kroatischer Schriftsteller
- Ritter von Hennersdorf, Heinrich (1581–1627), Görlitzer Bürgermeister
- Ritter von Rittershain, Gottfried (1820–1883), Kinderarzt in Prag
- Ritter von Záhony, Eugen (1844–1919), Politiker und Industrieller
- Ritter von Záhony, Hektor (1816–1878), österreichischer Industrieller und Politiker
- Ritter von Záhony, Wilhelm (1820–1885), Politiker und Industrieller

###### Ritter Z
- Ritter zu Groenesteyn, Anselm Franz von (1692–1765), deutscher Architekt und kurmainzischer Hofbeamter
- Ritter zu Groenesteyn, Friedrich von (1775–1830), deutscher Jurist, Domherr, Mitglied der Landstände des Herzogtums Nassau
- Ritter zu Groenesteyn, Konstantin von (1777–1855), Domherr, Mitglied der Landstände des Herzogtums Nassau
- Ritter zu Groenesteyn, Lothar von (1868–1945), bayerischer Diplomat
- Ritter zu Groenesteyn, Otto von (1864–1940), bayerischer Diplomat
- Ritter zu Groenesteyn, Stephan von (1606–1657), kaiserlicher Offizier, Kapitän der fürstbischöflichen Leibgarde in Mainz
- Ritter zu Grünstein, Carl von (1728–1792), kurmainzischer Beamter, Mainzer Stadtgerichtspräsident
- Ritter zu Grünstein, Caspar Wilhelm von (1643–1729), Kurmainzischer Hofgerichtspräsident
- Ritter zu Grünstein, Damian von (1677–1742), kurmainzischer Beamter
- Ritter zu Grünstein, Daniel von (1646–1710), Präsident des Reichskammergerichts

###### Ritter, A
- Ritter, Adolf (1871–1924), deutscher Handwerker und Politiker (SPD)
- Ritter, Adolf Martin (1933–2025), deutscher Theologe, Kirchenhistoriker (Patristiker) und Hochschulprofessor
- Ritter, Albert (1872–1931), deutsch-österreichischer Journalist und Schriftsteller
- Ritter, Albert (* 1953), deutscher Schausteller, Präsident der Europäischen Schausteller-Union und des Deutschen SchaustellerbundesAlbert Ritter (* 1953)

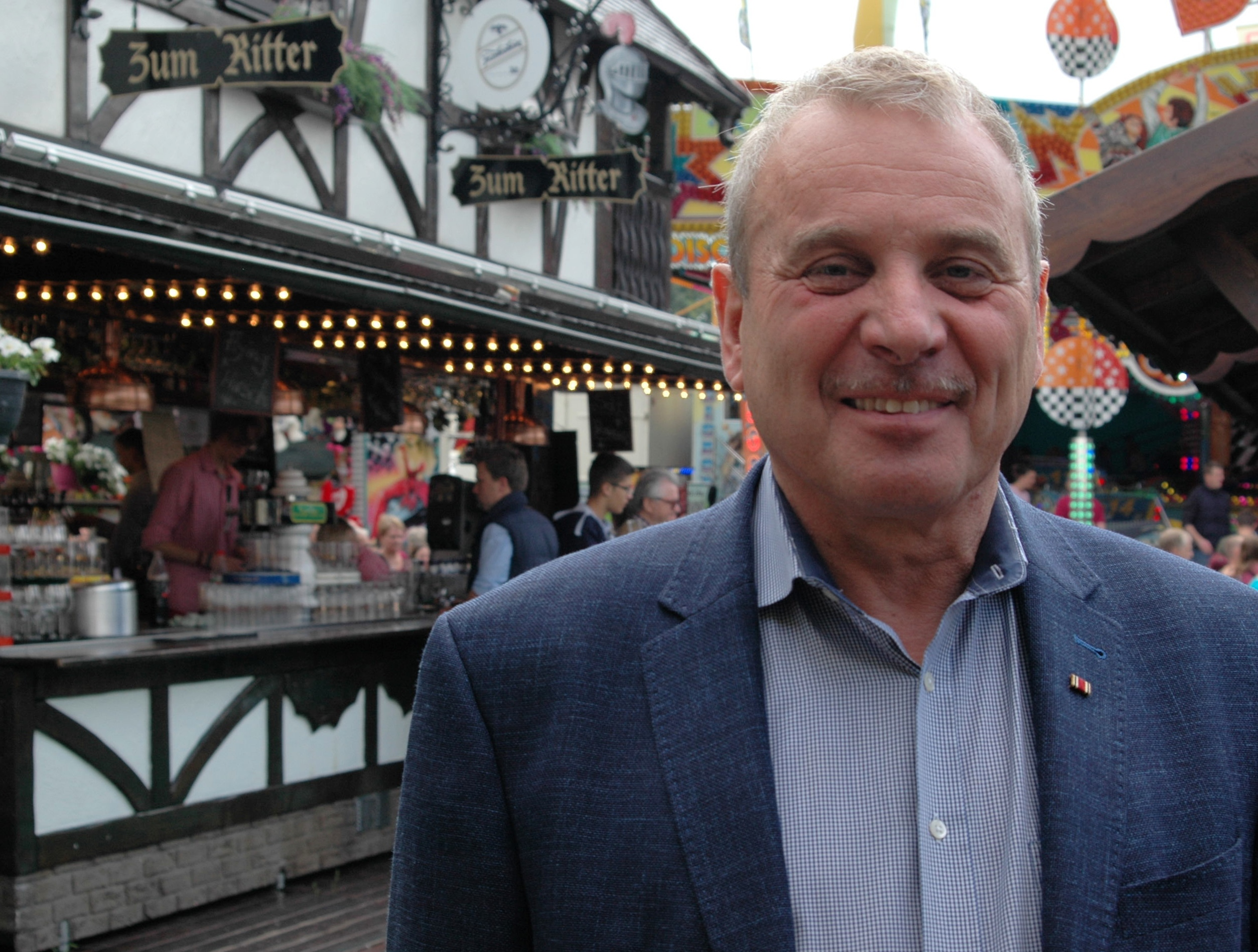
Albert Ritter (* 1953)

- Ritter, Alexander (1833–1896), deutscher Violinist, Dirigent und Komponist
- Ritter, Alexander (1939–2021), deutscher Germanist
- Ritter, Alexander (* 1974), deutscher Historiker, Theologe und Gymnasiallehrer
- Ritter, Alfred (1885–1952), deutscher Unternehmer
- Ritter, Alfred Theodor (* 1953), deutscher Unternehmer
- Ritter, Andrea (* 1978), deutsche Blockflötistin
- Ritter, Andreas (1681–1755), deutscher evangelisch-lutherischer Geistlicher, Hochschullehrer an der Universität Greifswald und Propst auf Rügen
- Ritter, Andreas (* 1962), deutscher Sportfunktionär
- Ritter, Andrés (* 1964), deutscher Jurist
- Ritter, Angelika (* 1948), deutsche Schauspielerin und Inspizientin
- Ritter, Anna (1865–1921), deutsche Dichterin und Schriftstellerin
- Ritter, Árpád (* 1975), ungarischer Ringer
- Ritter, August (1826–1908), deutscher Astrophysiker sowie Professor für Mechanik
- Ritter, August Gottfried (1811–1885), deutscher Komponist und Organist

###### Ritter, B
- Ritter, Beate (1983–2025), österreichische OpernsängerinBeate Ritter (1983–2025)

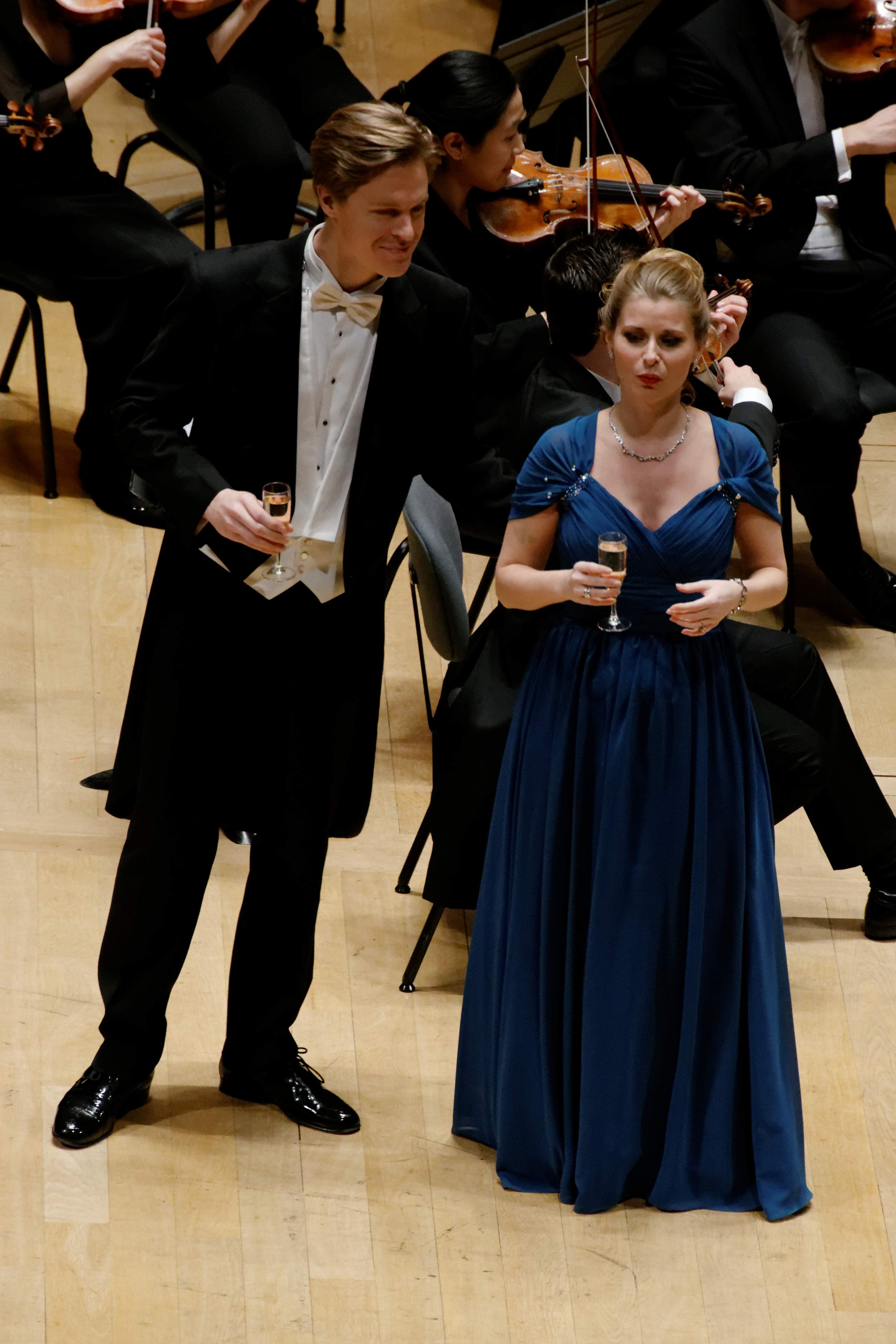
Beate Ritter (1983–2025)

- Ritter, Bernhard (* 1950), deutscher Politiker (CDU), MdL
- Ritter, Bill (* 1956), US-amerikanischer Politiker
- Ritter, Bruce (1927–1999), US-amerikanischer katholischer Priester
- Ritter, Burwell C. (1810–1880), US-amerikanischer Politiker

###### Ritter, C
- Ritter, Camillo (1875–1940), klassischer Violinist und Musikpädagoge
- Ritter, Carl (1779–1859), deutscher Hochschullehrer, Begründer der wissenschaftlichen Geographie
- Ritter, Carl (1871–1965), deutscher Chirurg
- Ritter, Carl Adolph (1794–1863), deutscher Gutsherr und liberaler Politiker, MdFN
- Ritter, Carl Friedrich (1797–1863), deutscher Klavierbauer
- Ritter, Carl Richard (1836–1917), deutscher Klavierbauer
- Ritter, Caspar (1861–1923), Schweizer Maler und Hochschullehrer
- Ritter, Chris (* 1990), US-amerikanischer Fußballspieler
- Ritter, Christa (* 1942), deutsche Filmemacherin und Journalistin
- Ritter, Christian, deutscher Komponist
- Ritter, Christian (* 1983), deutscher Poetry Slammer, Moderator und Veranstalter
- Ritter, Christian (* 1984), deutscher Fußballspieler
- Ritter, Christiane (1897–2000), österreichische Malerin und Autorin
- Ritter, Christof (* 1981), liechtensteinischer Fussballspieler
- Ritter, Christoph (1610–1676), deutscher Goldschmied
- Ritter, Christoph von (* 1954), deutscher Mediziner und Hochschulprofessor
- Ritter, Clara (1877–1959), deutsche Unternehmerin
- Ritter, Claude (* 1981), Schweizer Investor
- Ritter, Claudia (* 1968), deutsche Heilpraktikerin, Sachbuchautorin und Dozentin
- Ritter, Claus (1929–1995), deutscher Journalist, Sachbuchautor, Schriftsteller sowie Literatur- und Filmwissenschaftler

###### Ritter, D
- Ritter, Daniel (* 1822), bayerischer Politiker
- Ritter, Dieter (* 1941), deutscher Biathlet und Skilangläufer
- Ritter, Donald L. (* 1940), US-amerikanischer Politiker
- Ritter, Dorothea (1714–1762), Jugendfreundin von Friedrich dem Großen

###### Ritter, E
- Ritter, Eduard (1808–1853), österreichischer Maler
- Ritter, Emil (1858–1914), deutscher Gutsbesitzer und Politiker, MdR
- Ritter, Emil (1881–1968), deutscher Publizist sowie Schriftsteller
- Ritter, Emma (1878–1972), deutsche Malerin des Expressionismus
- Ritter, Emmeram H. (1927–2021), römisch-katholischer Theologe
- Ritter, Emmerich (* 1952), ungarischer Politiker, Mitglied des Parlaments
- Ritter, Erasmus († 1546), deutsch-schweizerischer reformierter Theologe und Reformator
- Ritter, Erasmus (1726–1805), Schweizer Architekt, Ingenieur und Altertumsforscher
- Ritter, Erich (1958–2020), Schweizer Biologe, Verhaltensforscher, Hai-ForscherErich Ritter (1958–2020)

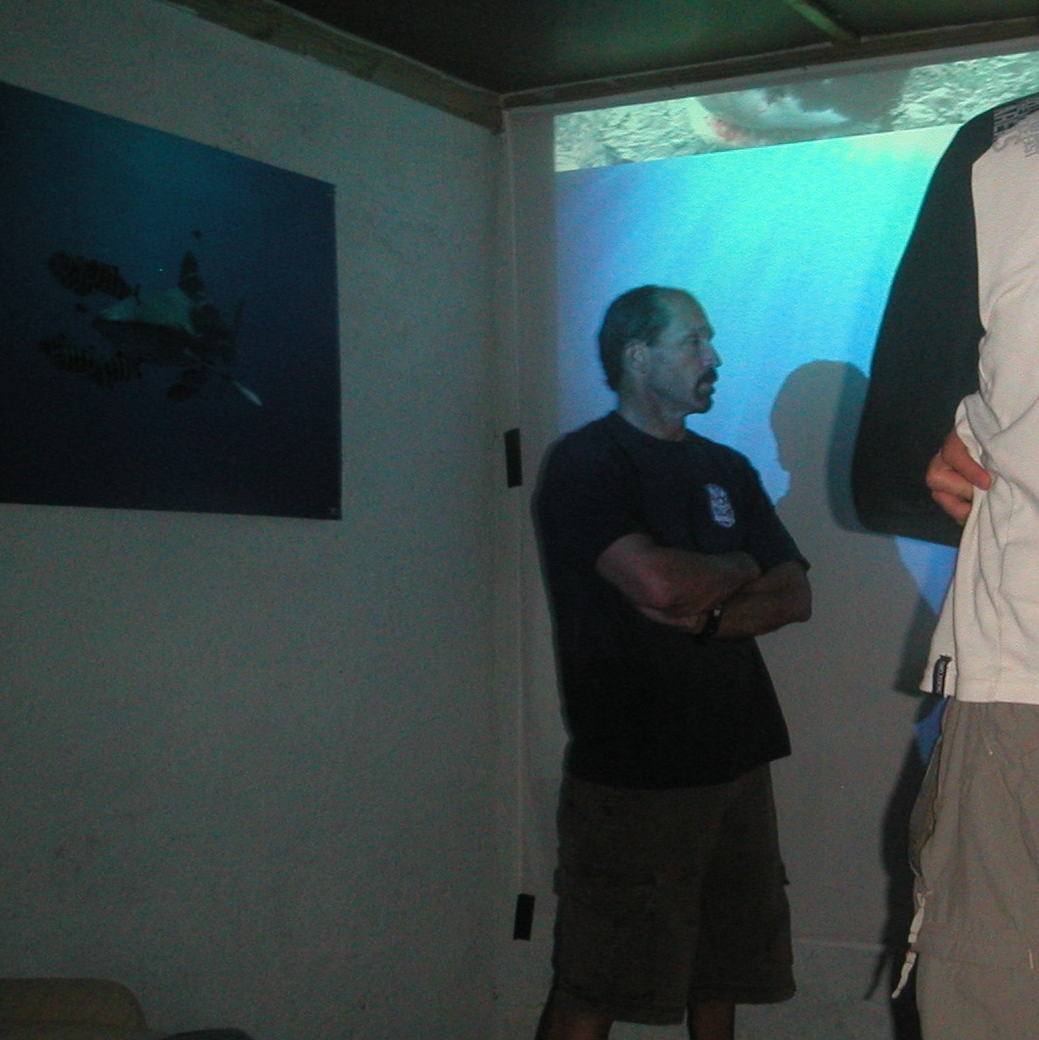
Erich Ritter (1958–2020)

- Ritter, Ernest Augustus (* 1890), südafrikanischer Historiker
- Ritter, Ernst (1858–1944), württembergischer Oberamtmann
- Ritter, Ernst (1888–1981), österreichischer Politiker (SPÖ), Heimatforscher und Arzt
- Ritter, Ernst (1929–2023), deutscher Tierzuchtwissenschaftler und Hochschullehrer
- Ritter, Ernst Richard (1882–1936), deutscher Ingenieur und Unternehmer
- Ritter, Ernst-Hasso (1936–2010), deutscher Jurist und Verwaltungsbeamter
- Ritter, Eugène (1836–1928), Schweizer Historiker sowie Theologe
- Ritter, Ewald (* 1953), österreichischer Politiker (SPÖ), Landtagsabgeordneter

###### Ritter, F
- Ritter, Finn Ole (* 1978), deutscher Politiker (FDP), MdHB
- Ritter, Florian (* 1962), deutscher Politiker (SPD), MdL
- Ritter, Franz (1803–1875), deutscher klassischer Philologe
- Ritter, Franz Carl (* 1844), deutscher Landwirt und Politiker (FVp), MdR
- Ritter, Franz Josef (1838–1921), liechtensteinischer Lehrer und Politiker
- Ritter, Franz Josef (1847–1928), liechtensteinischer Politiker
- Ritter, Franziska (* 1964), deutsche Schauspielerin und TheaterregisseurinFranziska Ritter (* 1964)

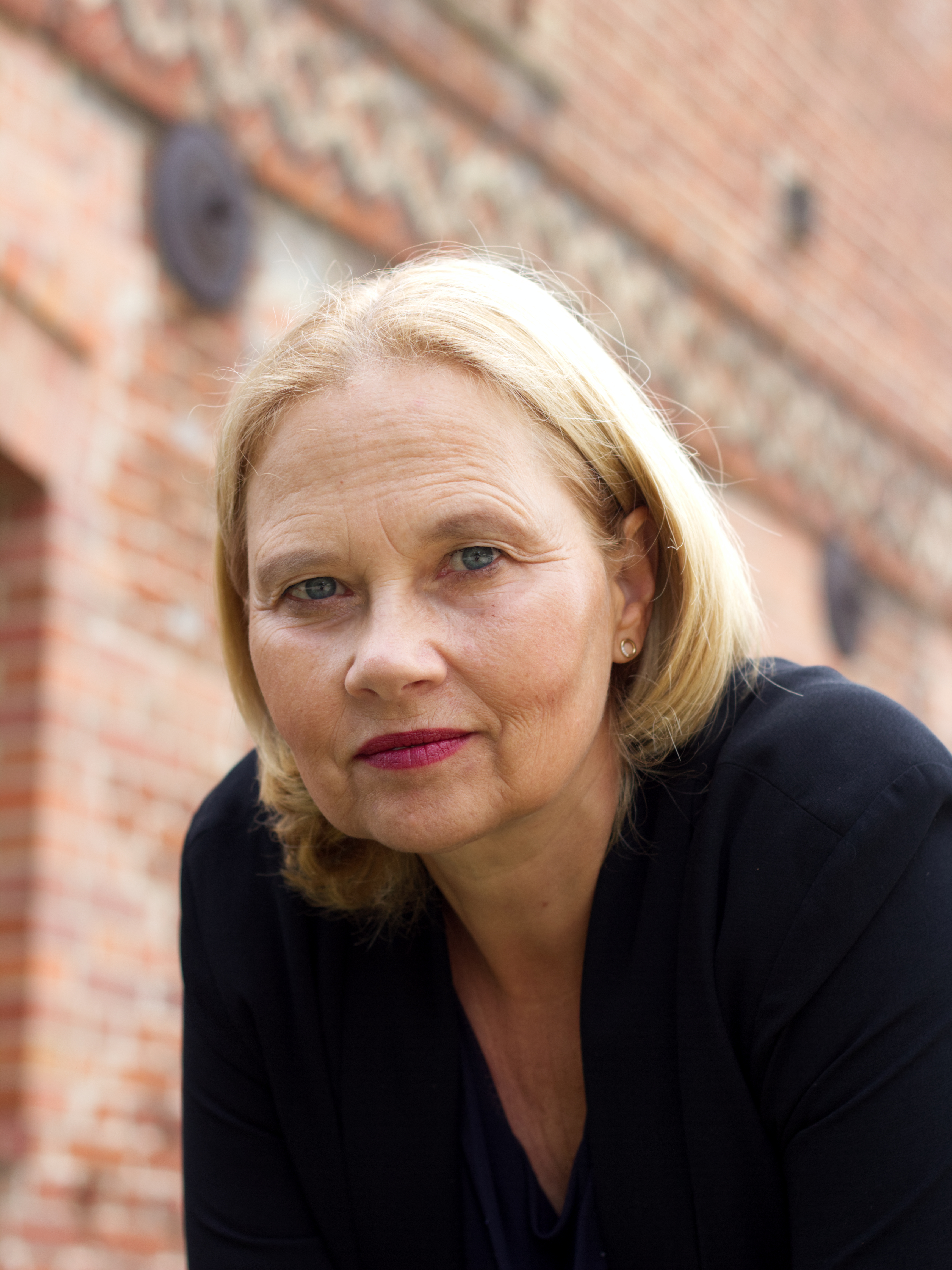
Franziska Ritter (* 1964)

- Ritter, Frieda (1853–1937), deutsche Malerin
- Ritter, Friedbert (1900–1981), deutscher Chemiker und Industriemanager
- Ritter, Friedrich (1856–1944), deutscher Heimatforscher und Gymnasialprofessor
- Ritter, Friedrich (1898–1989), deutscher Botaniker
- Ritter, Friedrich Adolf (1886–1934), deutscher Zahnarzt, Aussteiger
- Ritter, Fritz (1868–1888), deutscher Architekturmaler und Radierer
- Ritter, Fritz (* 1920), deutscher Fußballtorhüter
- Ritter, Fritz (* 1926), deutscher Bildhauer

###### Ritter, G
- Ritter, Gabriel Ignaz (1732–1813), Architekt, Baumeister, Bildhauer
- Ritter, Georg (1639–1706), deutscher evangelisch-lutherischer Geistlicher und Senior
- Ritter, Georg (1795–1854), deutscher Verleger und Buchdrucker
- Ritter, Georg Hermann (1827–1874), deutscher Apotheker und Chemiker
- Ritter, Georg Wenzel (1748–1808), deutscher Fagottist und Komponist
- Ritter, George Nikolaus (1748–1809), deutscher Miniaturmaler
- Ritter, Gerhard (1629–1717), Kaufmann und Ratsherr der Hansestadt Lübeck
- Ritter, Gerhard (1888–1967), deutscher Historiker
- Ritter, Gerhard (1902–1988), deutscher Chemiker und Manager
- Ritter, Gerhard (1915–2013), deutscher Jurist und Politikwissenschaftler
- Ritter, Gerhard A. (1929–2015), deutscher Historiker und Politikwissenschaftler
- Ritter, Gottfried (* 1916), deutscher Filmeditor und Regieassistent
- Ritter, Gudrun (* 1936), deutsche Schauspielerin und HörspielsprecherinGudrun Ritter (* 1936)

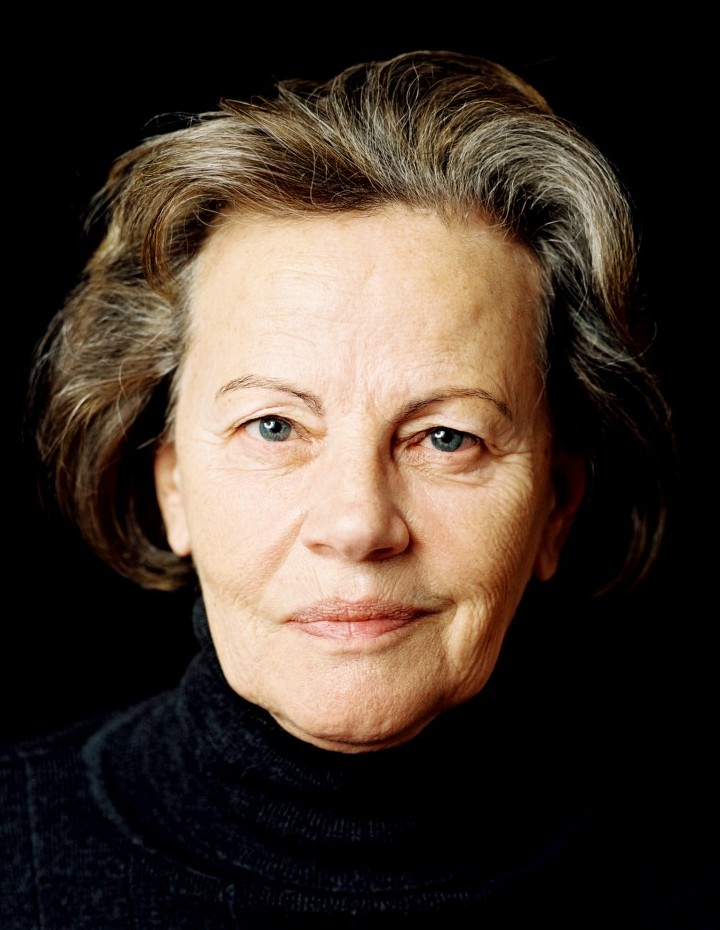
Gudrun Ritter (* 1936)

- Ritter, Guillaume (1835–1912), Schweizer Wasserbauingenieur und Architekt
- Ritter, Günter (* 1922), deutscher ehemaliger Fußballspieler im DDR-Fußball
- Ritter, Gustav, Ingenieur und Unternehmer
- Ritter, Gustav (1867–1945), deutscher Fabrikant und Schriftsteller

###### Ritter, H
- Ritter, Hans (1891–1978), deutscher Jurist, Landrat und Senator (Bayern)
- Ritter, Hans (1893–1991), deutscher Offizier, zuletzt General der Flieger im Zweiten Weltkrieg
- Ritter, Hans (1897–1988), deutscher Mediziner sowie Hochschullehrer
- Ritter, Hans Martin (* 1936), deutscher Theater- und Schauspielpädagoge
- Ritter, Hans-Joachim (* 1949), deutscher Politiker (ÖDP)
- Ritter, Heinrich (1791–1869), deutscher Philosoph
- Ritter, Heinrich (1837–1917), deutscher Verleger
- Ritter, Heinrich (1891–1966), deutscher Politiker (NSDAP), MdR, Oberbürgermeister von Gießen und Mainz
- Ritter, Heinz (1905–1967), deutscher Landrat
- Ritter, Heinz (1912–1958), deutscher Kriegsfilmberichter, Pressefotograf und Kameramann
- Ritter, Heinz (* 1924), deutscher Berufsschullehrer und ehemaliger Politiker (LDPD), MdV
- Ritter, Heinz (1924–2004), deutscher Politiker (SPD), MdA
- Ritter, Heinz (1927–2015), deutscher Journalist, Theater- und Filmkritiker sowie Feuilleton-Redakteur
- Ritter, Heinz (1930–2009), deutscher Politiker (SPD), Bürgermeister von Dorsten
- Ritter, Heinz Peter (* 1952), österreichischer Politiker (ÖVP), Landtagsabgeordneter
- Ritter, Helge (* 1958), deutscher Neuroinformatiker und Hochschullehrer
- Ritter, Hellmut (1892–1971), deutscher Orientalist
- Ritter, Henning (1943–2013), deutscher Journalist, Schriftsteller, Übersetzer und Herausgeber
- Ritter, Henry (1816–1853), deutsch-kanadischer Maler und Illustrator der Düsseldorfer Malerschule
- Ritter, Hermann (1840–1913), deutscher Kaufmann und Politiker, MdL
- Ritter, Hermann (1849–1926), deutscher Bratschist, Komponist und Musikhistoriker
- Ritter, Hermann (1851–1918), deutscher Architekt
- Ritter, Hermann (1864–1925), deutscher Schriftsteller und Lehrer
- Ritter, Hermann (1878–1949), deutscher Tabakkaufmann und Bremer Senator
- Ritter, Hermann (1891–1968), deutscher nautischer Offizier, Pelztierjäger und Offizier der Kriegsmarine
- Ritter, Hermann (* 1965), deutscher Science-Fiction-Autor
- Ritter, Horst (1925–2001), deutscher Fußballspieler
- Ritter, Hubert (1886–1967), deutscher Architekt, Stadtplaner und Baubeamter
- Ritter, Hugo (1839–1899), deutscher Theaterschauspieler
- Ritter, Hugo (1926–1992), deutscher Grafiker und Hochschullehrer

###### Ritter, I
- Ritter, Ilse (* 1944), deutsche Schauspielerin
- Ritter, Immanuel Heinrich (1825–1890), deutscher Rabbiner, Historiker, Buchautor und Übersetzer
- Ritter, Iosif (1921–2006), rumänischer Fußballspieler und -schiedsrichter
- Ritter, Isabelle (* 1985), Schweizer Jazzmusikerin (Gesang, Songwriting)

###### Ritter, J
- Ritter, Jakob (1886–1951), deutscher Politiker (SPD, KPD), MdL
- Ritter, Jakob Ulrich (1810–1858), Schweizer Politiker (Radikal-Liberale)
- Ritter, Jason (* 1980), US-amerikanischer SchauspielerJason Ritter (* 1980)

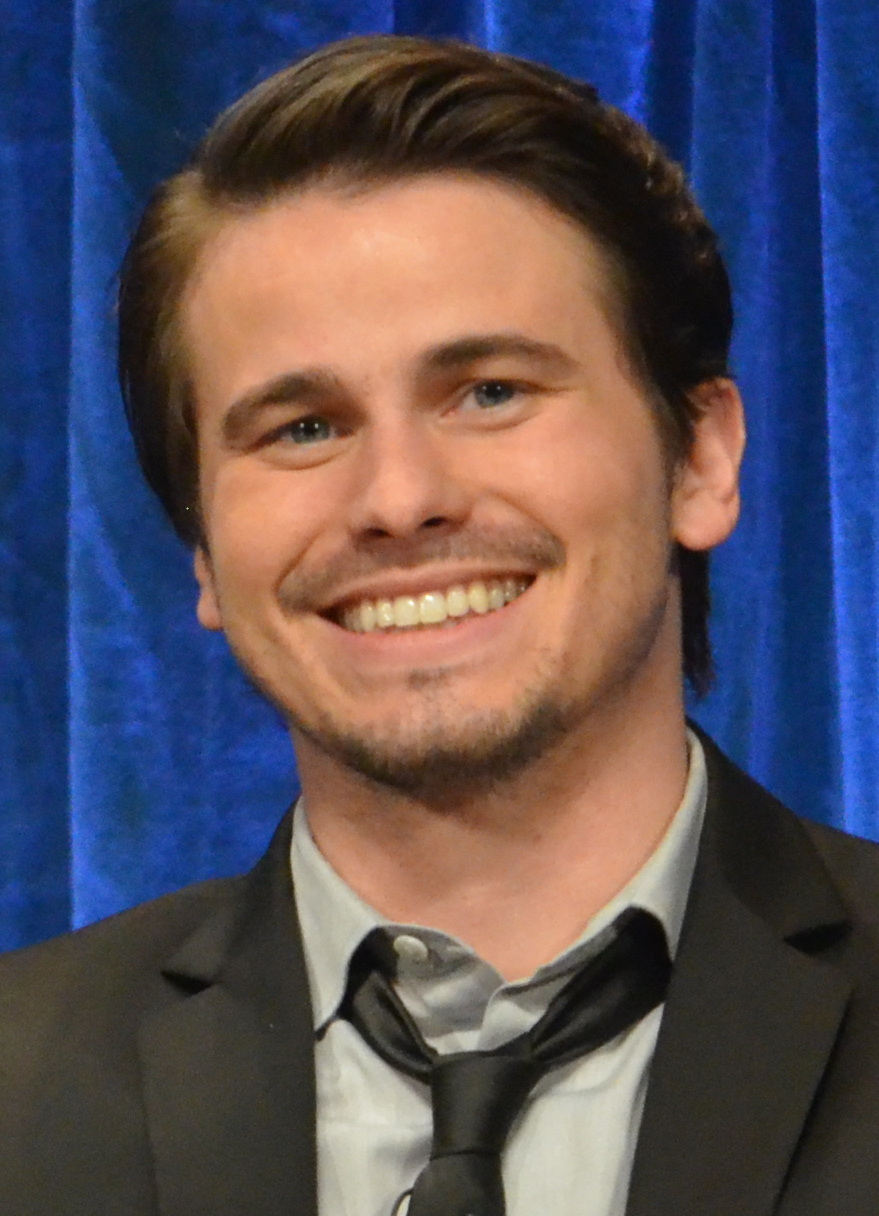
Jason Ritter (* 1980)

- Ritter, Jean-Christoph (* 1974), deutscher Filmkomponist und Musiker
- Ritter, Jens (* 1972), deutscher Gitarrenbauer
- Ritter, Joachim (1903–1974), deutscher Philosoph
- Ritter, Joachim Friedrich (1905–1985), deutscher Jurist und Diplomat
- Ritter, Jochen (* 1966), deutscher Politiker (CDU), MdL
- Ritter, Johann (1622–1700), deutscher Politiker, Jurist, Comes Palatinus (Pfalzgraf) und Bürgermeister der Hansestadt Lübeck
- Ritter, Johann (1684–1737), deutscher evangelisch-lutherischer Geistlicher
- Ritter, Johann (1799–1880), deutscher evangelisch-lutherischer Geistlicher, Landwirt und Abgeordneter
- Ritter, Johann Balthasar (1674–1743), deutscher lutherischer Theologe, Pfarrer und Kirchenhistoriker
- Ritter, Johann Daniel (1709–1775), deutscher Historiker
- Ritter, Johann Georg (1772–1840), deutsch-amerikanischer Buchdrucker und Buchhändler
- Ritter, Johann Heinrich († 1751), deutscher Freskenmaler
- Ritter, Johann Nikolaus (1702–1782), deutscher Orgelbauer
- Ritter, Johann Wilhelm (1776–1810), deutscher Physiker, Naturforscher und Philosoph
- Ritter, Johannes (1827–1895), Bürgermeister und Abgeordneter des Kurhessischen Kommunallandtages
- Ritter, Johannes (1896–1962), deutscher Kommunalpolitiker und Oberbürgermeister von Leverkusen
- Ritter, John (1779–1851), US-amerikanischer Politiker
- Ritter, John (1948–2003), US-amerikanischer SchauspielerJohn Ritter (1948–2003)

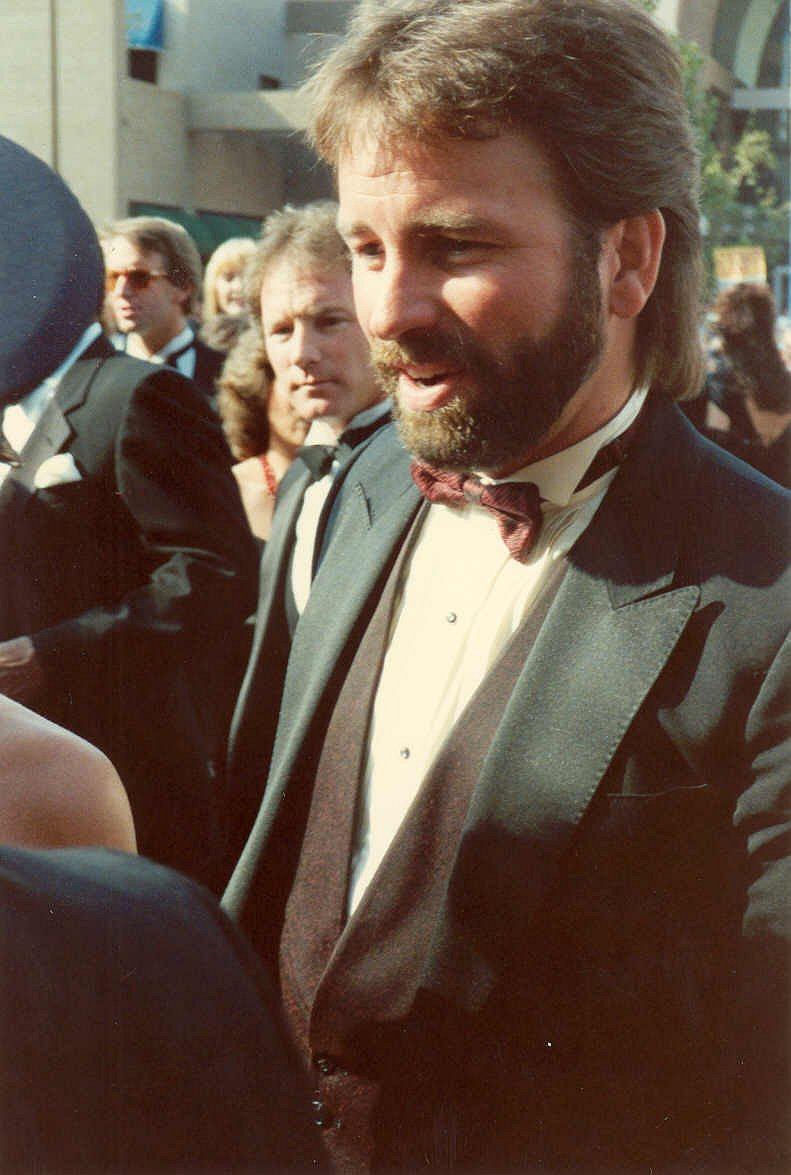
John Ritter (1948–2003)

- Ritter, Jörg (* 1966), deutscher Kulturmanager, Chorleiter und Universitätsmusikdirektor
- Ritter, Joseph (1745–1809), Schweizer Zimmermann und Erbauer von Holzbrücken
- Ritter, Joseph Elmer (1892–1967), US-amerikanischer Geistlicher und Erzbischof von Saint Louis
- Ritter, Joseph Ignaz (1787–1857), deutscher katholischer Theologe und Kirchenhistoriker
- Ritter, Josh (* 1976), US-amerikanischer Sänger und Songwriter
- Ritter, Julia (* 1998), deutsche Kugelstoß- und Diskuswerferin
- Ritter, Julius († 1901), deutscher Theaterleiter
- Ritter, Julius (* 1827), deutscher Gutsbesitzer und Politiker, MdR
- Ritter, Julius (1892–1943), deutscher SS-Offizier, wurde als „Beauftragter für den Arbeitseinsatz in Frankreich“ 1943 von der Résistance erschossen
- Ritter, Jürg (* 1966), liechtensteinischer Fussballspieler
- Ritter, Jürgen (1925–2010), deutscher Maler, Zeichner und Grafiker
- Ritter, Jürgen (1943–2021), deutscher Mathematiker
- Ritter, Justus Vincent (1715–1774), deutscher Jurist, Oberaltensekretär und Ratsherr der Freien und Hansestadt Hamburg

###### Ritter, K
- Ritter, Karin (1944–1990), deutsche Ärztin und Begründerin der Gruppe „Frauen für den Frieden“ in Schwerin
- Ritter, Karin-Huberta (* 1937), deutsche Juristin, Richterin am Bundesgerichtshof (1984–1998)
- Ritter, Karl (1877–1933), deutscher Stellmacher und Widerstandskämpfer gegen den Nationalsozialismus
- Ritter, Karl (1883–1968), deutscher Diplomat
- Ritter, Karl (1888–1977), deutscher Regisseur, Drehbuchautor und FilmproduzentKarl Ritter (1888–1977)

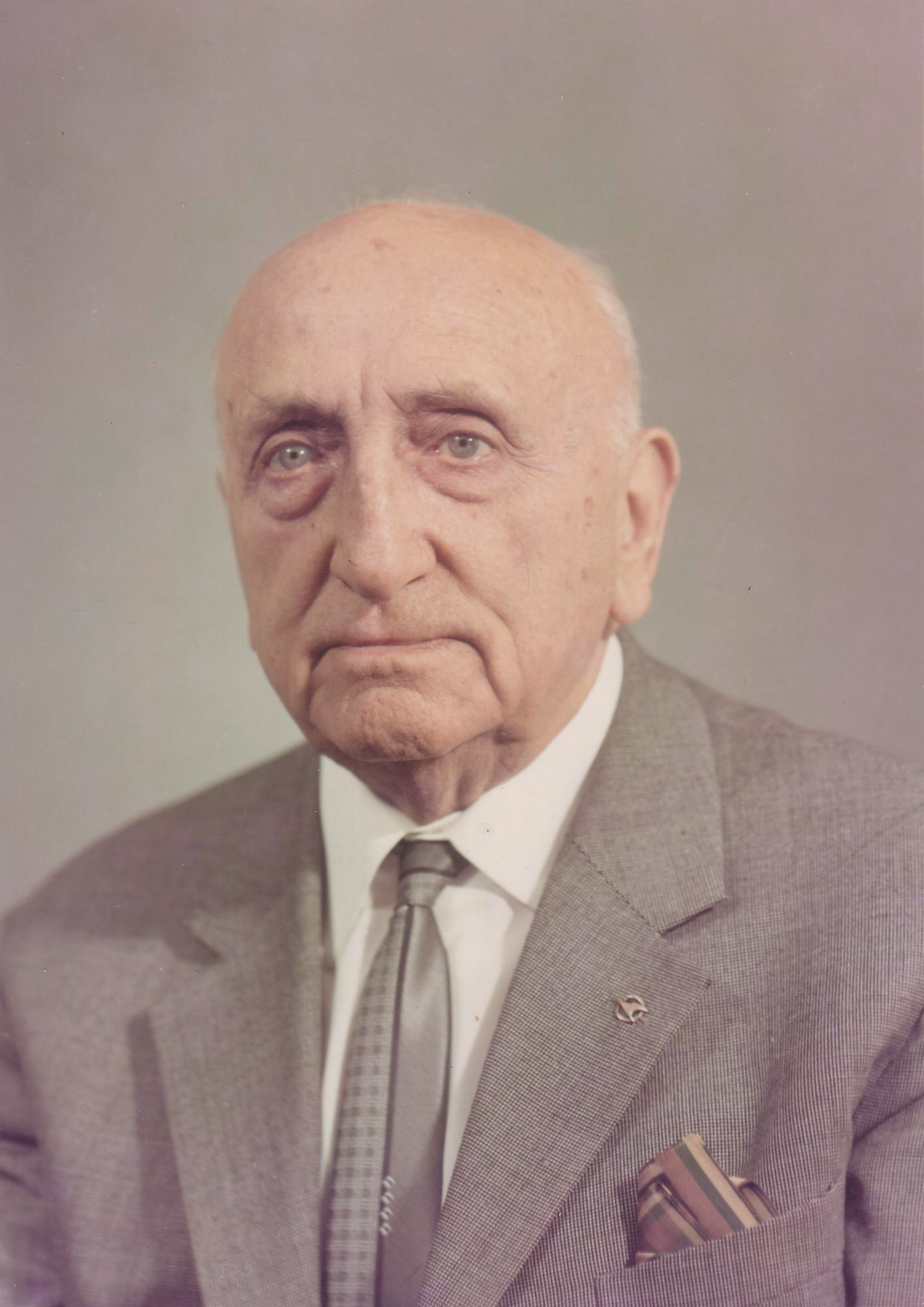
Karl Ritter (1888–1977)

- Ritter, Karl (* 1916), deutscher Lehrer, Bildungs- und Kommunalpolitiker (SPD)
- Ritter, Karl (* 1959), österreichischer Musiker und Komponist
- Ritter, Karl Albrecht von (1836–1917), bayerischer Regierungsdirektor und Forstbeamter, geadelt
- Ritter, Karl Bernhard (1890–1968), deutscher evangelischer Theologe und Politiker (DNVP)
- Ritter, Karl Hermann (1931–2006), deutscher Politiker (SPD), MdL
- Ritter, Kaspar (1863–1954), österreichischer Kunsttischler und Vertreter der Moderne im Bregenzerwald
- Ritter, Kay (* 1971), deutscher Politiker (CDU); MdL
- Ritter, Klaus (1918–2015), deutscher Politikberater, Gründungsdirektor der Stiftung Wissenschaft und Politik (SWP)
- Ritter, Klaus (1936–2017), deutscher Mathematiker und Hochschullehrer
- Ritter, Klaus (* 1961), deutscher Mathematiker und Hochschullehrer
- Ritter, Klaus-Peter (* 1964), deutscher Eishockeyspieler und -trainer
- Ritter, Konstantin (* 1964), liechtensteinischer Skilangläufer
- Ritter, Krysten (* 1981), US-amerikanische SchauspielerinKrysten Ritter (* 1981)

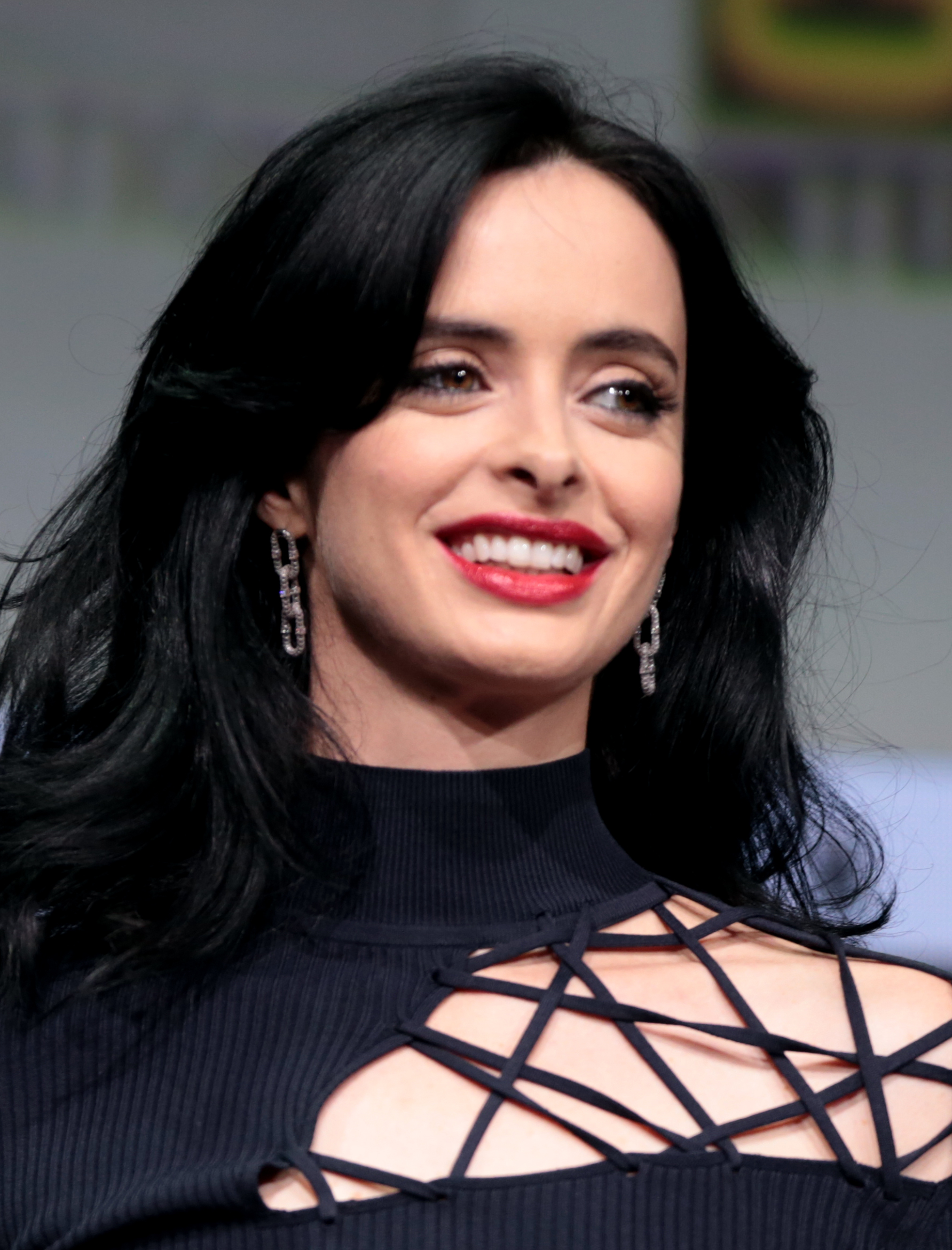
Krysten Ritter (* 1981)

- Ritter, Kurt (1894–1984), deutscher Agrarwissenschaftler und Hochschullehrer
- Ritter, Kurt (1909–1944), deutscher Kommunist und Widerstandskämpfer
- Ritter, Kurt (* 1947), Schweizer Hotelier und CEO
- Ritter, Kurt (* 1948), deutscher Fußballspieler

###### Ritter, L
- Ritter, Leonhard (1878–1938), deutscher Architekt
- Ritter, Lorenz (1832–1921), deutscher Maler und Kupferstecher
- Ritter, Louise (* 1958), US-amerikanische Hochspringerin
- Ritter, Ludwig (1935–2021), deutscher Politiker (CSU), MdL

###### Ritter, M
- Ritter, Magdalena (* 1957), deutsche Schauspielerin
- Ritter, Manfred (1940–2002), österreichischer Psychologe
- Ritter, Marc (* 1967), deutscher Autor und Internetmanager
- Ritter, Marieluise, deutsche Schauspielerin, Puppenspielerin, Theater- und Hörspielregisseurin und Autorin
- Ritter, Markus (* 1963), deutscher Anglist, Fachdidaktiker und Medienwissenschaftler
- Ritter, Markus (* 1967), deutscher Kunsthistoriker, Islamwissenschaftler und Spezialist für Geschichte islamischer Kunst
- Ritter, Markus (* 1967), Schweizer Politiker
- Ritter, Marlon (* 1994), deutscher FußballspielerMarlon Ritter (* 1994)

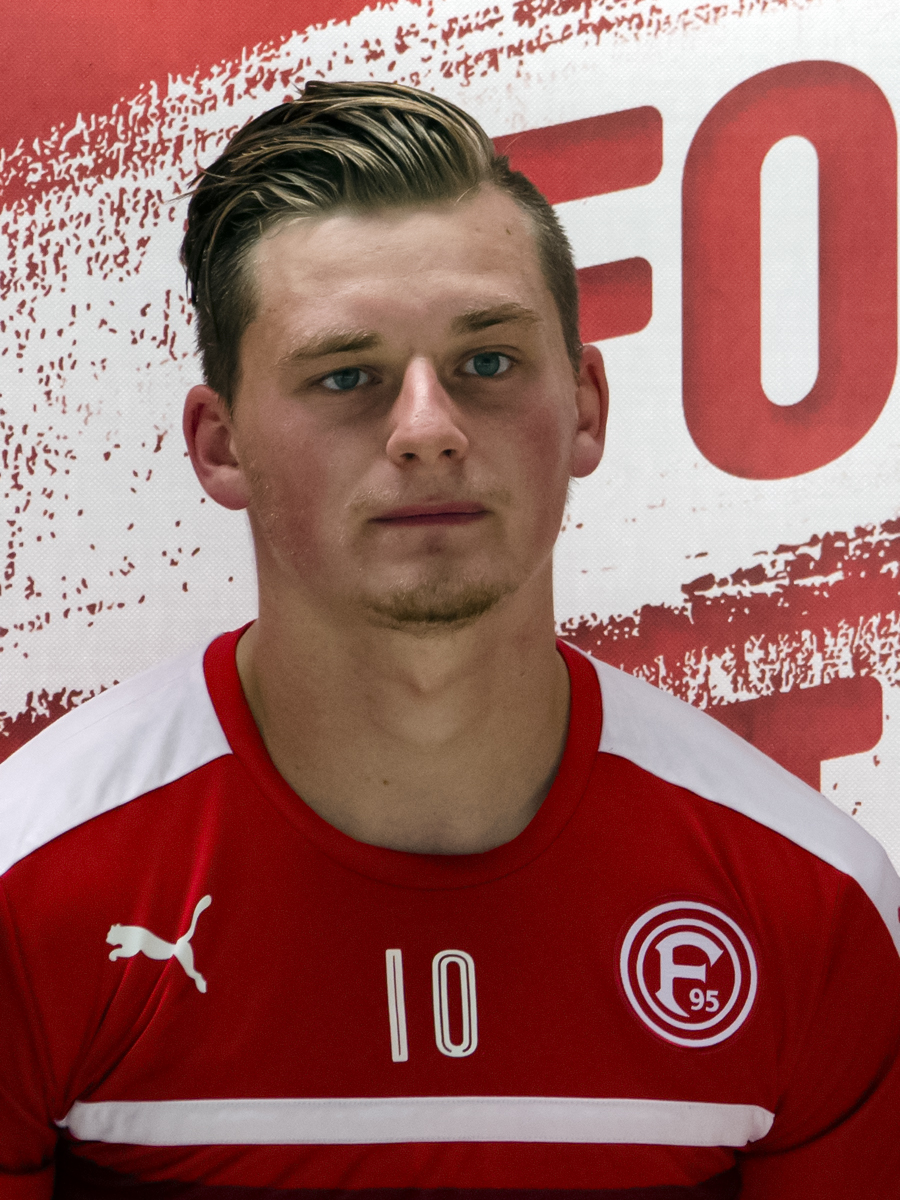
Marlon Ritter (* 1994)

- Ritter, Martin (1905–2001), deutscher Maler und Grafiker
- Ritter, Martina (* 1982), österreichische Radrennfahrerin
- Ritter, Matthias (* 1950), deutscher Volkswirt sowie Politiker (CDU, Republikaner)
- Ritter, Matthias der Jüngere (1526–1588), deutscher lutherischer Theologe und Pfarrer
- Ritter, Max (1884–1946), Schweizer Bauingenieur
- Ritter, Max (1886–1974), deutscher Schwimmer
- Ritter, Michael (* 1957), liechtensteinischer Jurist
- Ritter, Michael (* 1967), österreichischer Literaturwissenschaftler, Verlagsleiter des Praesens Verlages und Autor von Kriminalromanen
- Ritter, Michael (* 1972), Schweizer Politiker (GLP)
- Ritter, Michel (1949–2007), Schweizer Kurator
- Ritter, Moriz (1840–1923), deutscher Historiker

###### Ritter, N
- Ritter, Nina (* 1981), deutsche Eishockeyspielerin

###### Ritter, O
- Ritter, Ole (* 1941), dänischer Radsportler
- Ritter, Oliver (* 1966), deutscher Bildhauer
- Ritter, Oskar (1901–1985), deutscher Fußballspieler
- Ritter, Otto (1876–1963), deutscher Anglist und Hochschullehrer

###### Ritter, P
- Ritter, Paul (1829–1907), deutscher Maler
- Ritter, Paul (1872–1954), deutscher Historiker und Editor
- Ritter, Paul (1887–1968), deutscher Autor
- Ritter, Paul (1966–2021), britischer Schauspieler
- Ritter, Paul der Jüngere (1859–1888), deutscher Maler und Radierer
- Ritter, Paul von (1825–1915), deutsch-schweizerischer Mäzen
- Ritter, Peter (1763–1846), deutscher Komponist, Cellist und Kapellmeister
- Ritter, Peter (* 1959), deutscher Politiker (Die Linke), MdL
- Ritter, Peter (* 1962), deutscher Fußballspieler
- Ritter, Petra (* 1974), deutsche Neurowissenschaftlerin und Medizinerin

###### Ritter, R
- Ritter, Reinhard (* 1948), deutscher Kunstturner
- Ritter, Reinhold (1903–1987), deutscher Zahnmediziner sowie Hochschullehrer
- Ritter, Robert (1862–1937), deutscher Kommunalpolitiker
- Ritter, Robert (1901–1951), deutscher nationalsozialistischer Rassentheoretiker
- Ritter, Robert (* 1973), tschechischer Film- und Theaterschauspieler
- Ritter, Robert von (1862–1945), deutscher Kunsthistoriker, Kunstsammler und Kunstförderer
- Ritter, Roman (* 1943), deutscher Schriftsteller
- Ritter, Rosa Dorothea (1759–1833), Maitresse des Landgrafen und späteren Kurfürsten Wilhelm IX./I. von Hessen-Kassel
- Ritter, Rudo (1889–1945), deutscher Komponist und Drehbuchautor
- Ritter, Rudolf (1878–1966), österreichischer Opernsänger (Tenor) und Gesangspädagoge
- Ritter, Rudolf (1881–1915), deutscher Maler und Grafiker
- Ritter, Rudolf (1905–1994), deutscher Politiker (NSDAP, FDP) und Landrat

###### Ritter, S
- Ritter, Sabine (* 1968), deutsche Politikerin (Die Linke) und Soziologin
- Ritter, Samuel (1624–1657), deutscher Rechtswissenschaftler
- Ritter, Sara (* 2005), deutsche Fußballspielerin
- Ritter, Saulius (* 1988), litauischer Ruderer
- Ritter, Scott (* 1961), US-amerikanischer Inspektor der UNSCOM-MissionScott Ritter (* 1961)

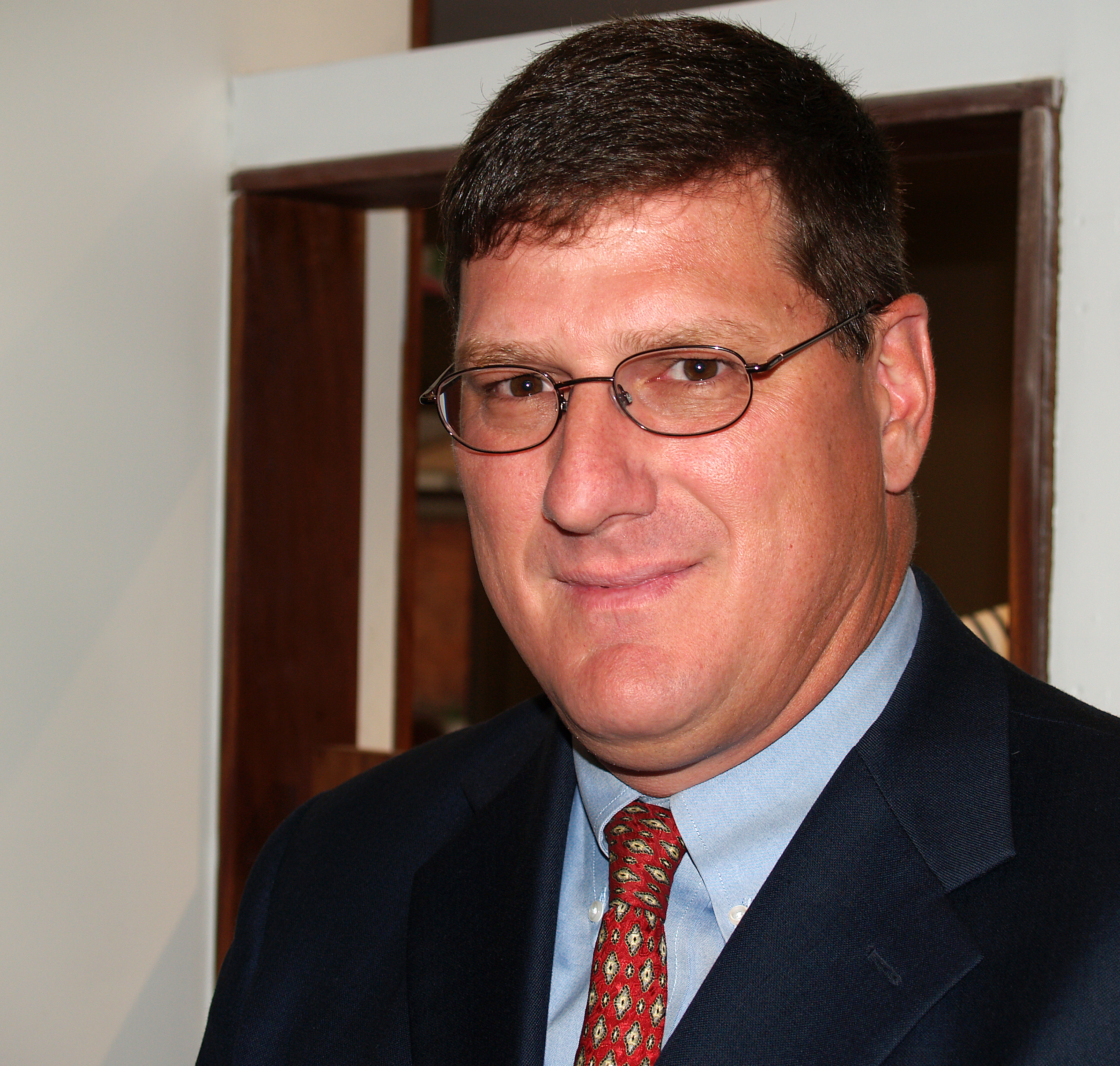
Scott Ritter (* 1961)

- Ritter, Sepp (1912–1989), liechtensteinischer Tierarzt und Politiker (Volksdeutsche Bewegung in Liechtenstein)
- Ritter, Sina (* 1993), deutsche Handballspielerin
- Ritter, Stefan (* 1959), deutscher Klassischer Archäologe
- Ritter, Stefan (* 1998), kanadischer Radsportler
- Ritter, Steffen (* 1968), deutscher Wirtschaftstrainer, Wirtschaftsautor und Redner
- Ritter, Stephen (* 1986), deutsch-US-amerikanischer Eishockeytorwart
- Ritter, Sylvester (1952–1998), US-amerikanischer Wrestler

###### Ritter, T
- Ritter, Tex (1905–1974), US-amerikanischer Countrysänger und Schauspieler
- Ritter, Thelma (1902–1969), US-amerikanische Schauspielerin
- Ritter, Théodore (1840–1886), französischer Pianist und Komponist
- Ritter, Thomas (* 1955), deutscher Maler und Grafiker
- Ritter, Thomas (* 1967), deutscher Fußballspieler
- Ritter, Tobias (* 1975), deutscher Chemiker
- Ritter, Toni (* 1990), deutscher Eishockeyspieler
- Ritter, Tyler (* 1985), US-amerikanischer Schauspieler
- Ritter, Tyson (* 1984), US-amerikanischer Sänger und SchauspielerTyson Ritter (* 1984)

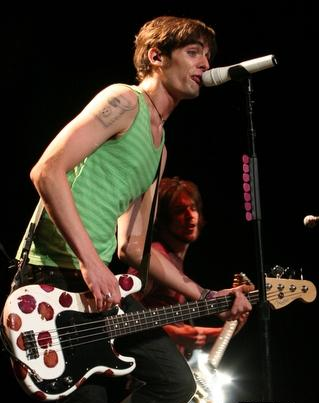
Tyson Ritter (* 1984)

###### Ritter, U
- Ritter, Ulrich (* 1963), deutscher Maskenbildner

###### Ritter, V
- Ritter, Valentin (1522–1586), Görlitzer Bürgermeister
- Ritter, Valerius (1821–1902), österreichischer Politiker

###### Ritter, W
- Ritter, Waldemar (* 1933), deutscher Politikwissenschaftler und Historiker
- Ritter, Walter (1905–1986), österreichischer Bildhauer
- Ritter, Werner (1933–2025), Schweizer Maler, Grafiker und Kunstlehrer
- Ritter, Werner H. (* 1949), deutscher evangelisch-lutherischer Theologe
- Ritter, Wilhelm (1847–1906), Schweizer Bauingenieur und Hochschullehrer
- Ritter, Wilhelm (1860–1948), deutscher Maler und Radierer
- Ritter, Wilhelm Georg (1850–1926), deutscher Maler
- Ritter, William Emerson (1856–1944), US-amerikanischer Biologe
- Ritter, Wolfgang (1905–1993), deutscher Kaufmann und Unternehmer
- Ritter, Wolfgang (1927–2009), deutscher Verwaltungsjurist und Steuerrechtler
- Ritter, Wolfgang (* 1948), deutscher Biologe

###### Ritter-B
- Ritter-Bondy, Emma (1838–1894), schottische Pianistin und Musikpädagogin österreichischer Herkunft

###### Ritter-E
- Ritter-Elkuch, Yvonne (* 1968), Liechtensteiner Radsportlerin

###### Ritter-M
- Ritter-Müller, Petra, deutsche römisch-katholische Theologin

###### Ritter-R
- Ritter-Röhr, Dorothea von (* 1942), deutsche Soziologin, Psychoanalytikerin und OrganisationsberaterinDorothea von Ritter-Röhr (* 1942)

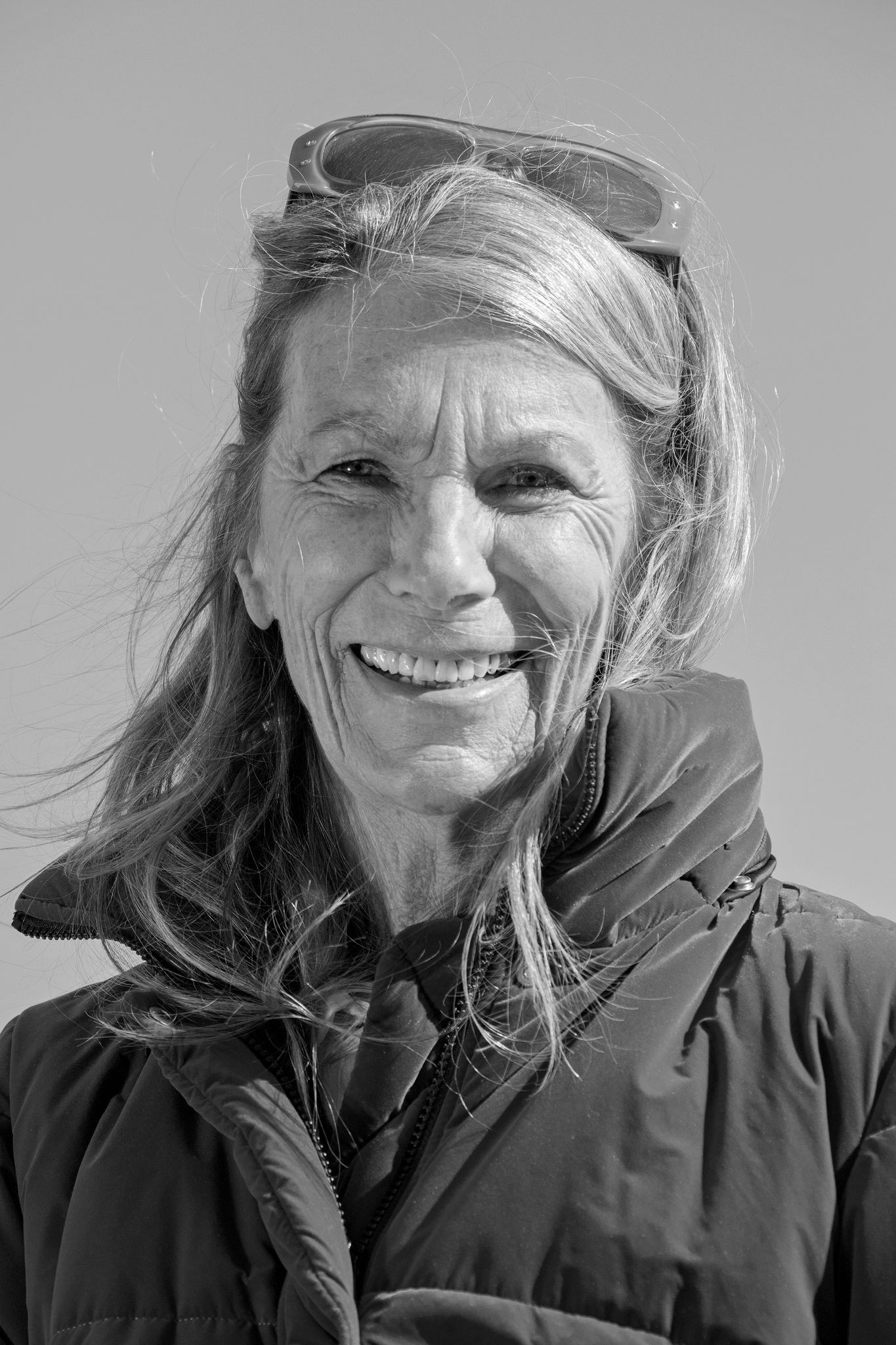
Dorothea von Ritter-Röhr (* 1942)

###### Ritter-S
- Ritter-Santini, Lea (1928–2008), italienisch-deutsche Germanistin und Literaturkritikerin
- Ritter-Schaumburg, Heinz (1902–1994), deutscher SchriftstellerHeinz Ritter-Schaumburg (1902–1994)

Heinz Ritter-Schaumburg (1902–1994)

###### Ritterb
- Ritterbach, Joscha (* 1994), deutscher Handballspieler
- Ritterbach, Markus (* 1963), deutscher Unternehmer, Kölner Fußball- und Karnevalsfunktionär
- Ritterbach, Wilhelm (1878–1940), deutscher Kunstmaler
- Ritterbach, Wilhelm (1884–1952), deutscher Kunstmaler
- Ritterband, Charles (* 1952), Schweizer Autor und Journalist
- Ritterband, Gerhard (1904–1959), deutscher Schauspieler
- Ritterbecks, Johannes (1908–1965), deutscher Politiker (CDU), MdL
- Ritterbusch, Fritz (1894–1946), deutscher SS-Hauptsturmführer und KZ-Lagerkommandant
- Ritterbusch, Klaus (* 1947), deutscher Künstler
- Ritterbusch, Paul (1900–1945), deutscher Jurist und Nationalsozialist
- Ritterbusch, Richard (1930–2016), deutscher Regisseur, Drehbuchautor, Dramaturg, Redakteur und letzter Chefdramaturg des DEFA-Studios für Dokumentarfilme
- Ritterbusch, Wilhelm (1892–1981), deutscher politischer Funktionär (NSDAP)

###### Ritterl
- Ritterling, Emil (1861–1928), deutscher Althistoriker und Provinzialrömischer Archäologe

###### Ritterm
- Rittermann, Michael (1910–1989), österreichischer, später britischer Schauspieler

###### Ritters
- Rittersberger-Straub, Hilde (* 1941), Pianistin und Klavierpädagogin aus Deutschland
- Rittershaus, Adeline (1867–1924), deutsche Philologin und Germanistin
- Rittershaus, Daisy (1901–1987), deutsche Malerin und Schriftstellerin
- Rittershaus, Emil (1834–1897), deutscher Kaufmann und Dichter, Verfasser des Westfalenliedes
- Rittershaus, Erhard (1931–2006), deutscher Manager und Politiker, Hamburger Senator
- Rittershaus, Ernst (1881–1945), deutscher Psychiater, „Rassenhygieniker“ und Hochschullehrer
- Rittershaus, Trajan (1843–1899), deutscher Hochschullehrer des Maschinenbaus
- Rittershausen, Heinrich (1898–1984), deutscher Ökonom
- Rittershausen, Konrad (1560–1613), deutscher Jurist und Hochschullehrer
- Rittershofer, Fredo (1933–2008), deutscher Forstwissenschaftler und Hochschullehrer
- Ritterspach, Theodor (1904–1999), deutscher Richter des Bundesverfassungsgerichts
- Ritterspacher, Ludwig (1883–1964), deutscher Jurist und Politiker (CDU), MdL
- Ritterstädt, Paul August (1796–1883), deutscher Politiker, Abgeordneter im Sächsischen Landtag
- Ritterstädt, Paul Hermann (1841–1924), deutscher Jurist und höherer sächsischer Staatsbeamter

#### Ritth
- Ritthaler, Anton (1904–1982), deutscher Historiker und Publizist
- Ritthaler, Michael (1641–1685), deutscher lutherischer Theologe, Schulrektor und Bibliothekar
- Ritthaler, Tamara (* 1989), deutsche Schauspielerin
- Ritthaler-Praefcke, Karin (* 1965), deutsche Polonistin
- Ritthanuphap Jintanakong (* 2005), thailändischer Fußballspieler
- Ritthausen, Heinrich (1826–1912), deutscher Agrikulturchemiker
- Ritthidet Phensawat (* 1997), thailändischer Fußballspieler

#### Ritti
- Rittich, David (* 1992), tschechischer Eishockeytorwart
- Rittich, Werner (1906–1978), deutscher Kulturjournalist
- Rittidet, Jamras (* 1989), thailändischer Hürdenläufer
- Rittig, Gabriele (* 1955), deutsche Rechtsanwältin
- Rittig, Gabriele (* 1971), österreichische Kinder- und Jugendbuchautorin
- Rittig, Gisbert (1904–1984), deutscher Ökonom
- Rittig, Johann (1829–1885), deutsch-amerikanischer Journalist und Politiker
- Rittig, Kurt (* 1941), deutscher Filmschaffender und Dozent
- Rittig, Peter (1789–1840), deutscher Maler
- Rittinger, Friedrich (1833–1897), Herausgeber
- Rittinger, Paul von (1879–1953), österreichischer Maler, Schriftsteller, Polyhistor und Privatgelehrter
- Rittinger, Peter von (1811–1872), österreichischer Montanist und Pionier der Erzaufbereitung
- Rittinghaus, Eduard (* 1830), deutscher Kupferstecher und Bildhauer
- Rittinghaus, Ulf (* 1956), deutscher Unternehmer
- Rittinghausen, Moritz (1814–1890), deutscher Theoretiker direkter Demokratie, und Politiker (SPD), MdR
- Rittiporn Wanchuen (* 1995), thailändischer Fußballspieler

#### Rittl
- Rittland, Klaus (1864–1920), deutsche Schriftstellerin
- Rittler, Alois (1839–1890), katholischer Priester, Redakteur, Lyzealprofessor und Mitglied der Kammer der Abgeordneten des Bayerischen Landtages
- Rittler, Franz (* 1782), deutscher Jurist, Privatgelehrter und Schriftsteller
- Rittler, Hermann von (1848–1914), Generalintendant der ökonomischen Verwaltung der k.u.k. Streitkräfte
- Rittler, Philipp Jakob († 1690), römisch-katholischer Priester und ein Komponist des Barock
- Rittler, Sepp (1892–1942), österreichischer Heimatdichter und Gründer der Niederösterreichischen Presse
- Rittler, Theodor (1876–1967), österreichischer Strafrechtler
- Rittlinger, Herbert (1909–1978), deutscher Schriftsteller, Fotograf, Forschungsreisender und Pionier des KanusportsHerbert Rittlinger (1909–1978)

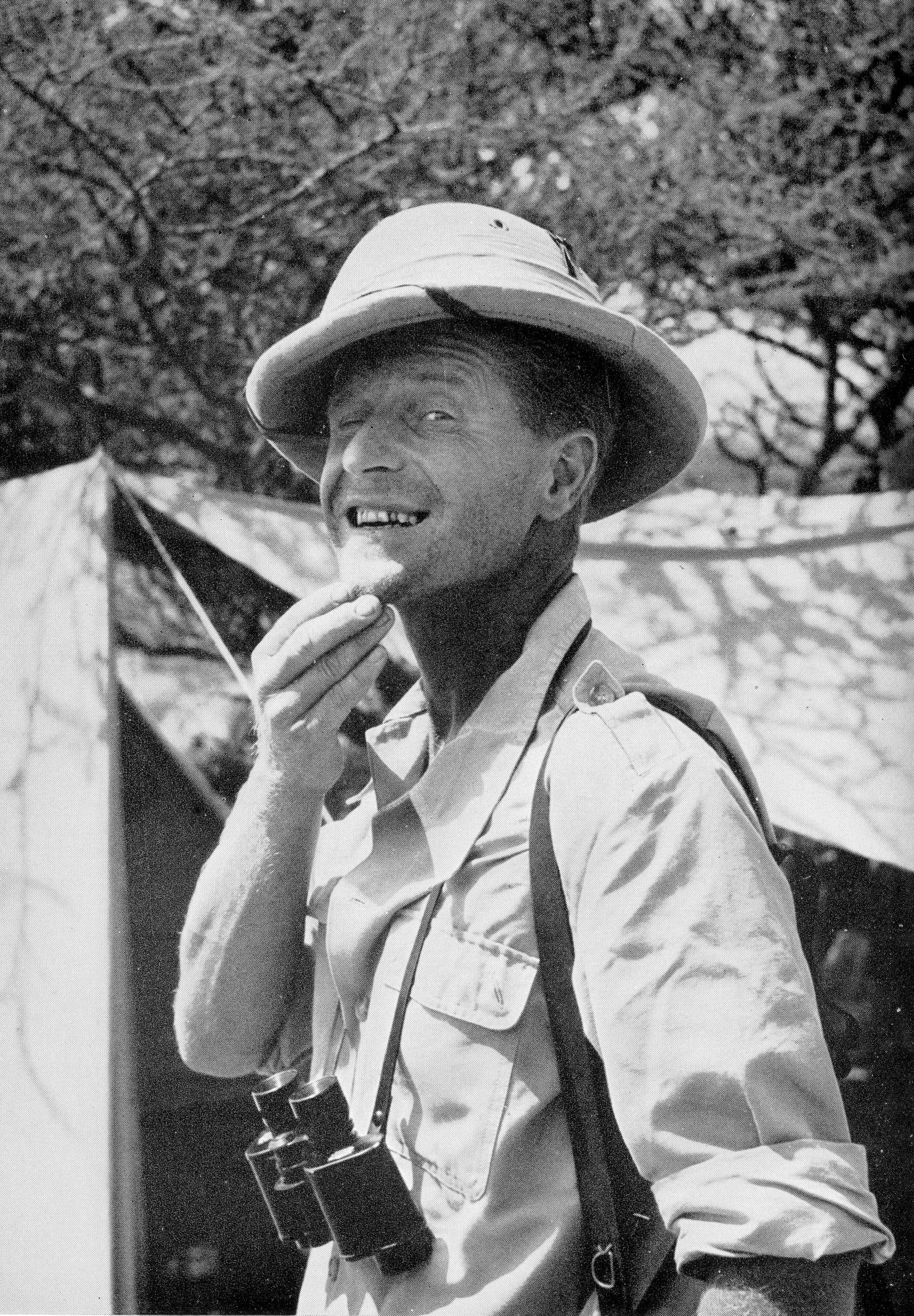
Herbert Rittlinger (1909–1978)

#### Rittm
- Rittmann, Albrecht (* 1949), deutscher politischer Beamter (CDU)
- Rittmann, Alfred (1893–1980), Schweizer Vulkanologe
- Rittmann, Carl (1877–1944), österreichischer Opernsänger (Bariton)
- Rittmann, Eleni (* 2000), Schweizer Fussballerin
- Rittmann, Wolfgang (1947–2016), deutscher Billardfunktionär
- Rittmann-Fischer, Gertrud (1922–2021), deutsche Goldschmiedin
- Rittmeister, Eva (1913–2004), deutsche Ärztin und Widerstandskämpferin
- Rittmeister, John (1898–1943), deutscher Arzt, Psychoanalytiker und Widerstandskämpfer
- Rittmeyer, Dora Fanny (1892–1966), Schweizer Kunsthistorikerin
- Rittmeyer, Emil (1820–1904), Schweizer Maler
- Rittmeyer, Immo (1936–2024), deutscher Radsportler
- Rittmeyer, Jacob Bartholome (1786–1848), Textilkaufmann
- Rittmeyer, Jens (* 1975), deutscher Sternekoch und Unternehmer
- Rittmeyer, Joachim (* 1951), Schweizer Kabarettist
- Rittmeyer, Julius (* 1809), deutscher Goldschmied
- Rittmeyer, Konrad (1919–2009), deutscher Militär, Oberstleutnant der Bundeswehr
- Rittmeyer, Marion (* 1984), Schweizer Unihockeyspielerin
- Rittmeyer, Robert (1868–1960), Schweizer Architekt
- Rittmeyer, Rudolf (1850–1914), deutscher Marineoffizier, zuletzt Konteradmiral der Kaiserlichen Marine
- Rittmeyer-Iselin, Dora Julia (1902–1974), Schweizer Musikwissenschaftlerin und Frauenrechtlerin
- Rittmüller, Marvin (* 1999), deutscher Fußballspieler

#### Rittn
- Rittner, Barbara (* 1973), deutsche TennisspielerinBarbara Rittner (* 1973)

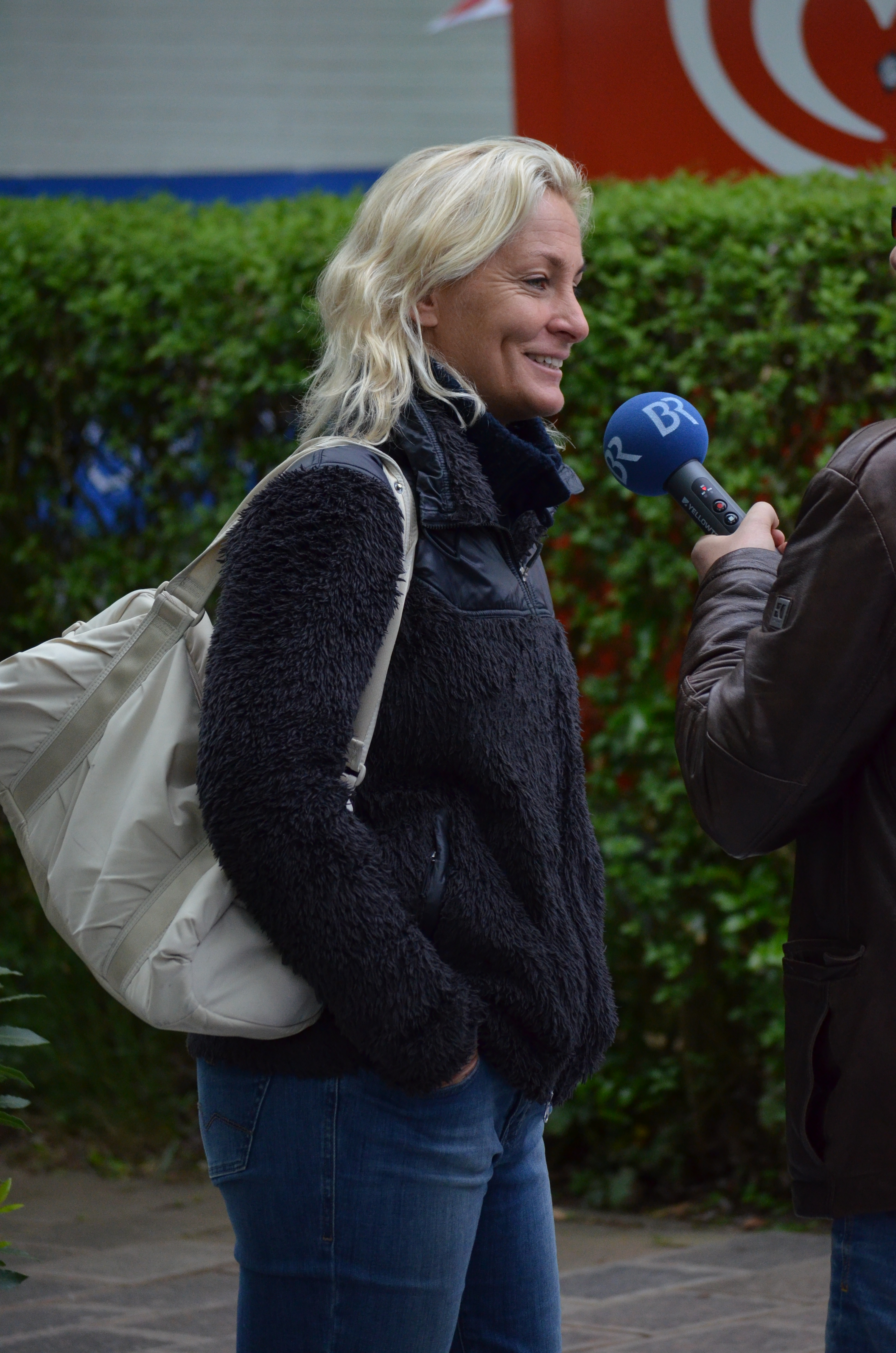
Barbara Rittner (* 1973)

- Rittner, Christian (1938–2025), deutscher Rechtsmediziner
- Rittner, Fritz (1921–2010), deutscher Zivilrechtswissenschaftler
- Rittner, Günter (1927–2020), deutscher Maler und Grafiker
- Rittner, Hardy (* 1981), deutscher Pianist
- Rittner, Heinrich (1802–1840), deutscher Kunsthändler, Grafikhändler und Verleger
- Rittner, Horst (1930–2021), deutscher Schachmeister
- Rittner, Rudolf (1869–1943), deutscher Bühnen- und Filmschauspieler
- Rittner, Thaddäus (1873–1921), polnisch-österreichischer Schriftsteller, Theaterleiter und Beamter
- Rittner, Volker (* 1946), deutscher Sportsoziologe, Hochschullehrer

#### Ritts
- Ritts, Herb (1952–2002), US-amerikanischer Fotograf und Musikvideo-Regisseur
- Rittscher, Dieter (* 1945), deutscher Wirtschaftsmanager
- Rittscher, Hermann (1839–1897), deutscher Rechtsanwalt und Notar, Senator der Hansestadt Lübeck
- Rittscher, Wulf (1902–1957), deutscher Schauspieler
- Rittsteuer, Josef (1914–2015), österreichischer römisch-katholischer Priester und Pfarrer
- Rittsteuer, Paul (* 1947), österreichischer Politiker (ÖVP), Landesrat im Burgenland
- Rittstieg, Helmut (1939–2002), deutscher Rechtswissenschaftler und Hochschullehrer

#### Rittw
- Rittweger de Moor, Eugen (1921–1984), belgischer Diplomat
- Rittweger, Ernst (1893–1946), deutscher Reichsgerichtsrat
- Rittweger, Roman (1879–1938), deutscher Jurist, Verwaltungsbeamter und Politiker (SPD)

#### Ritty
- Ritty, James (1836–1918), US-amerikanischer Erfinder der Registerkasse

### Ritu
- Ritus, Wladimir Iwanowitsch (* 1927), russischer theoretischer Physiker

### Ritz
- Ritz von Sprinzenstein, Hieronymus († 1570), österreichischer Adeliger, Statthalter in Niederösterreich
- Ritz, Alfred (1914–1982), deutscher Brigadegeneral
- Ritz, Beate, deutsche Medizinerin
- Ritz, Burkhard (1931–2025), deutscher Landwirt und Politiker (CDU), MdL, MdB
- Ritz, César (1850–1918), Schweizer HotelierCésar Ritz (1850–1918)

César Ritz (1850–1918)

- Ritz, Eberhard (1938–2023), deutscher Internist, Nephrologe und Hochschullehrer
- Ritz, Eduard (1802–1832), deutscher Geiger
- Ritz, Felicitas Agnesia (1757–1835), deutsche Opernsängerin (Sopran)
- Ritz, Franz Joseph von (1778–1836), Bergischer Hofrat und preußischer Landrat
- Ritz, Friedrich (1903–2003), deutscher Ingenieur und Testpilot
- Ritz, Gustav (1829–1887), deutscher Feuerwehrfunktionär
- Ritz, Hans (1902–1971), deutscher Elektrotechniker
- Ritz, Hans Joachim (1923–1998), deutscher SS-Untersturmführer und Adjutant im KZ Mittelbau
- Ritz, Hauke (* 1975), deutscher Sachbuchautor
- Ritz, Johann Friedrich (1755–1809), Diener von Friedrich Wilhelm II. von Preußen
- Ritz, Joseph Maria (1892–1960), deutscher Kunsthistoriker
- Ritz, Lorenz Justin (1796–1870), Schweizer Porträt- und Kirchenmaler
- Ritz, Lyle (1930–2017), US-amerikanischer Jazz- und Studiomusiker
- Ritz, Maria Julitta (1882–1966), deutsche katholische Ordensfrau und Mystikerin
- Ritz, Monika (* 1964), deutsche Degenfechterin
- Ritz, Paul, deutscher Autor, Philosoph, Kabbalist und Mediziner
- Ritz, Raphael (1829–1894), Schweizer Genre- und Landschaftsmaler der Düsseldorfer Schule
- Ritz, Rebecca (* 1970), US-amerikanische Schauspielerin
- Ritz, Stephan (* 1965), deutscher Fußballspieler
- Ritz, Thaddäus von (1805–1866), Theologe und Landtagsabgeordneter
- Ritz, Thomas (* 1971), deutscher Informatiker, Wirtschaftswissenschaftler und Rektor der FH Aachen
- Ritz, Walter (1878–1909), Schweizer Mathematiker und Physiker
- Ritz, Wolf (1920–2008), deutscher Porträtmaler und Bildhauer
- Ritz-Timme, Stefanie (* 1962), deutsche Rechtsmedizinerin
- Ritzau, Hermann (1866–1922), deutscher Landschaftsmaler
- Ritzau, Hermann (1874–1954), deutscher Komponist, Kapellmeister und Dirigent
- Ritzberger, Albert (1853–1915), österreichischer Genre- und Bildnismaler
- Ritzberger, Gerhard (1924–2021), österreichischer Landwirt und Politiker (ÖVP)
- Ritzberger, Marco (* 1986), liechtensteinischer Fussballspieler
- Ritzberger, Wolfgang (* 1961), österreichischer Filmregisseur und Filmproduzent
- Ritze, Horst (1916–1994), deutscher Zahnmediziner, Prothetiker und Hochschullehrer
- Ritze, Ronny (* 1980), deutscher Journalist und Buchautor
- Ritzefeld, Roland (1808–1900), katholischer Pfarrer und Schulinspektor
- Ritzek, Manfred (* 1940), deutscher Politiker (CDU), MdL
- Ritzel, Fritz (1854–1935), deutscher Schriftsteller
- Ritzel, Gerhard (1923–2000), deutscher Diplomat
- Ritzel, Heinrich (1893–1971), deutscher Politiker (SPD), MdR, MdL, MdB
- Ritzel, Taylor (* 1988), US-amerikanische Ruderin
- Ritzel, Ulrich (* 1940), deutscher Journalist und Schriftsteller
- Ritzel, Wolfgang (1913–2001), deutscher Pädagoge und Hochschullehrer
- Ritzen, Jo (* 1945), niederländischer Ökonom und sozialdemokratischer Politiker
- Ritzen, Peter (* 1956), flämischer Pianist, Komponist und Dirigent
- Ritzenberg, Friedrich Christian von (1747–1830), Mitglied der Reichsstände im Königreich Westphalen, Konsistorialrat
- Ritzendorfer, Friedrich († 1346), Abt des Benediktinerstiftes Kremsmünster
- Ritzenhein, Dathan (* 1982), US-amerikanischer Langstreckenläufer
- Ritzenhofen, Hubert (1879–1961), deutscher Maler
- Ritzenhofen, Walter (1920–2002), deutscher Maler und Grafiker
- Ritzenhoff, Karen A. (* 1963), deutsche Filmwissenschaftlerin
- Ritzenhoff, Martin (* 1969), deutscher Drehbuchautor
- Ritzenhoff, Thomas (* 1961), deutscher Politiker (SPD)
- Ritzenhoff, Wilhelm (1878–1954), deutscher Leichtathlet und Tauzieher
- Ritzer, George (* 1940), US-amerikanischer Soziologe
- Ritzer, Helmut (* 1938), deutscher Politiker (SPD), MdL
- Ritzer, Uwe (* 1965), deutscher JournalistUwe Ritzer (* 1965)

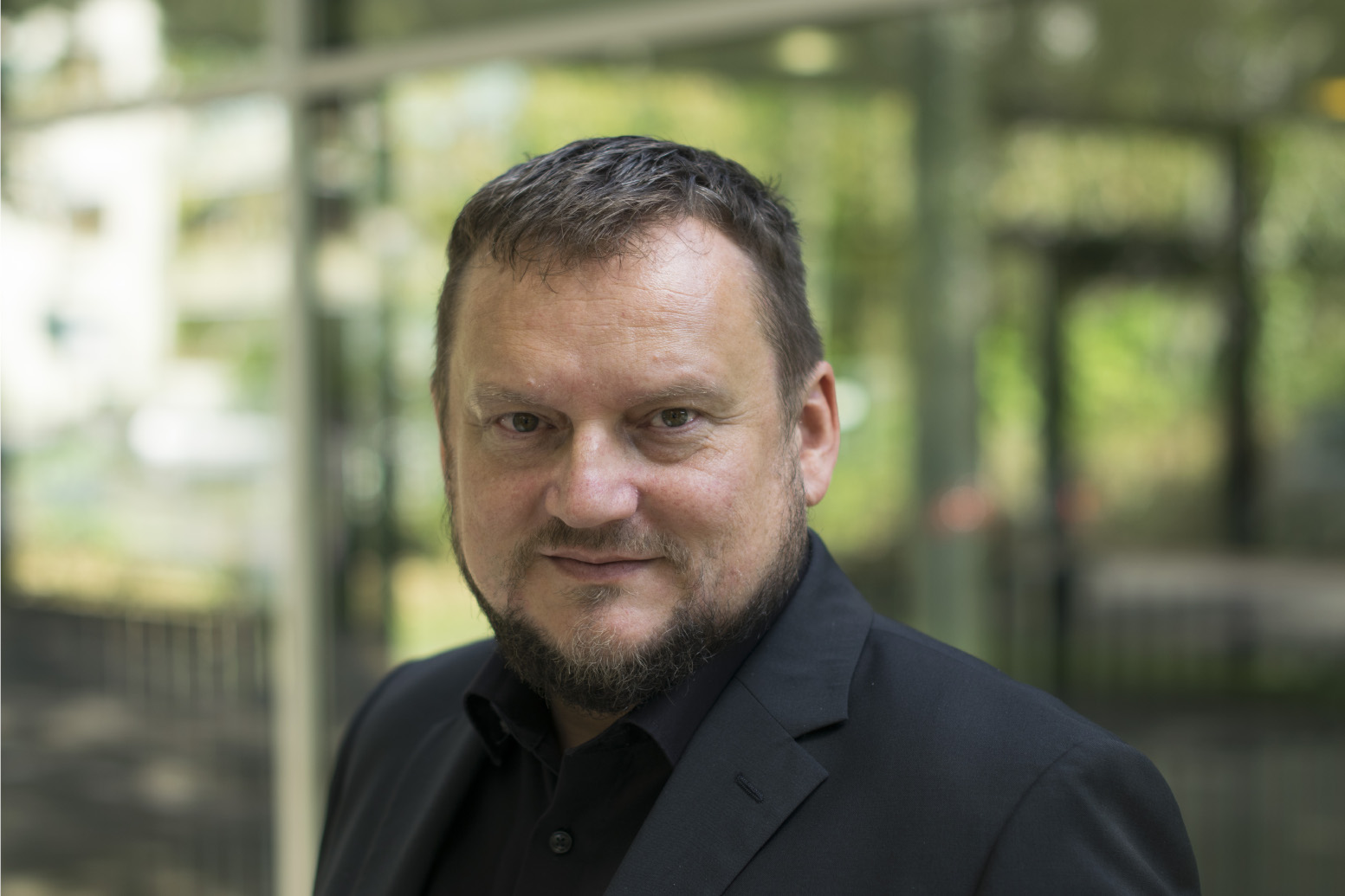
Uwe Ritzer (* 1965)

- Ritzerfeld, Daniela (* 1970), deutsche Juristin und Bürgermeisterin der Stadt Geilenkirchen
- Ritzerfeld, Hartmut (1950–2024), deutscher Maler
- Ritzerfeld, Jörg (* 1983), deutscher Skispringer
- Ritzerow, Frieda (* 1834), deutsche Schriftstellerin
- Ritzert, Diether (1927–1987), deutscher Maler und Graphiker
- Ritzhaupt, Adam (1882–1976), deutscher evangelischer Theologe, Pfarrer und Erzähler
- Ritzhaupt, Fred (* 1944), deutscher Theologe, ehemaliger Jesuit, Pastor einer Freien evangelischen Gemeinde und Autor
- Ritzhaupt, Hermann (1920–1991), deutscher Naturwissenschaftler und Meeresbiologe
- Ritzhaupt, Jenny (* 1889), deutsche Schriftstellerin
- Ritzheim, Pascal (* 1975), deutscher American-Football-Spieler
- Ritzinger, Felix (* 1996), österreichischer Bahnradsportler
- Ritzinger, Hermann (1934–2002), österreichischer Politiker (ÖVP), Landtagsabgeordneter
- Ritzinger, Konrad, deutscher Kabarettist
- Ritzka, Lars (* 1998), deutscher Fußballspieler
- Ritzkowsky, Joachim (1937–2003), deutscher Pfarrer
- Ritzkowsky, Johannes (* 1946), deutscher Hornist
- Ritzl, Anita (* 1976), österreichische PopsängerinAnita Ritzl (* 1976)

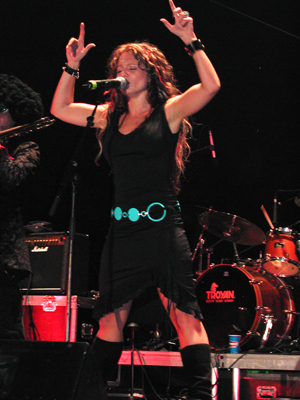
Anita Ritzl (* 1976)

- Ritzler, Simon (* 1981), deutscher Filmemacher
- Ritzmaier, Christian (* 1991), österreichischer Fußballspieler
- Ritzmaier, Marcel (* 1993), österreichischer Fußballspieler
- Ritzmann, Alexander (* 1972), deutscher Politikwissenschaftler und Politiker (FDP), MdA
- Ritzmann, Constantin (* 1979), deutscher American-Football-Spieler in der NFL
- Ritzmann, Franz (1929–2018), Schweizer Wirtschaftswissenschaftler
- Ritzmann, Horst (1928–2010), deutscher Rechtsanwalt und Bankier
- Ritzmann, Iris (* 1962), Schweizer Medizinhistorikerin
- Ritzmann, Jakob (1894–1990), Schweizer Maler
- Ritzmann, Leonardo (* 1989), schweizerischer Sänger brasilianischer Abstammung
- Ritzmann, Marion (* 1978), Schweizer Konzeptkünstlerin
- Ritzmann, Martin (1919–1984), deutscher Opernsänger (Tenor)
- Ritzmann, Michael (* 1982), deutscher Gegenwartskünstler
- Ritzos, Andreas (1421–1492), griechischer Ikonenmaler
- Ritzsch, Gregor (1584–1643), deutscher Buchdrucker, evangelischer Kirchenliederdichter
- Ritzsch, Timotheus (1614–1678), deutscher Buchdrucker, Buchhändler in Leipzig und Erfinder der Tageszeitung
- Ritzschke, Georg (* 1927), deutscher Wirtschaftswissenschaftler und Hochschullehrer